# Primera División de España 2010-11
La temporada 2010/11 de la Liga BBVA (denominada así por motivos publicitarios) fue la 80.ª edición de la Primera División de España de fútbol. Comenzó a disputarse el 28 de agosto de 2010 y finalizó el 21 de mayo de 2011.
En la jornada 36, gracias a un empate frente al Levante UD, el FC Barcelona se proclamó campeón por 21.ª vez en su historia, la tercera consecutiva. Además, Pep Guardiola se convirtió en el único entrenador que gana tres Ligas españolas en sus tres primeras temporadas. Junto a su Cuarta Champions, el Barcelona ganó su cuarto doblete Liga-Champions, eso se incluye el doblete Liga-Champions en 2009 en su triplete del 2009.
En esta temporada, el Real Madrid y el Barcelona se enfrentaron cuatro veces en apenas tres semanas, lo que hizo que esta temporada fuese conocida como la de los cuatro Clásicos.

### Ascensos y descensos
Un total de 20 equipos disputarán la liga, incluyendo 17 equipos de la Primera División de España 2009-10 y tres ascendidos desde la Segunda División de España 2009-10.
| Pos. | Descendidos a 2.ª División |
| ---- | -------------------------- |
| 18.º | Real Valladolid C. F.      |
| 19.º | C. D. Tenerife             |
| 20.º | Xerez C. D.                |

| Pos. | Ascendidos de 2.ª División |
| ---- | -------------------------- |
| 1.º  | Real Sociedad de Fútbol    |
| 2.º  | Levante U. D.              |
| 3.°  | Hércules C. F.             |

## Equipos y estadios
| Equipo                           | Ciudad                | Entrenador             | Estadio                | Capacidad | Marca   | Esponsor             |
| -------------------------------- | --------------------- | ---------------------- | ---------------------- | --------- | ------- | -------------------- |
| Unión Deportiva Almería          | Almería               | Roberto Olabe          | Juegos Mediterráneos   | 22.000    | Rasán   | Urcisol              |
| Athletic Club                    | Bilbao                | Joaquín Caparrós       | San Mamés              | 40.000    | Umbro   | Petronor             |
| Club Atlético de Madrid          | Madrid                | Quique Sánchez Flores  | Vicente Calderón       | 54.851    | Nike    | Kia Motors           |
| Fútbol Club Barcelona            | Barcelona             | Josep Guardiola        | Camp Nou               | 99.354    | Nike    | Unicef               |
| Real Club Deportivo de La Coruña | La Coruña             | Miguel Ángel Lotina    | Riazor                 | 34.600    | Lotto   | Estrella Galicia     |
| Real Club Deportivo Espanyol     | Cornellá de Llobregat | Mauricio Pochettino    | Cornellà-El Prat       | 42.000    | Li Ning | Interwetten          |
| Getafe Club de Fútbol            | Getafe                | Míchel González        | Coliseum Alfonso Pérez | 18.000    | Joma    | Burger King          |
| Hércules Club de Fútbol          | Alicante              | Miroslav Djukić        | José Rico Pérez        | 29.500    | Nike    | Comunidad Valenciana |
| Levante Unión Deportiva          | Valencia              | Luis García Plaza      | Ciutat de València     | 25.354    | Luanvi  | Comunidad Valenciana |
| Málaga Club de Fútbol            | Málaga                | Manuel Pellegrini      | La Rosaleda            | 28.963    | Li Ning |                      |
| Real Club Deportivo Mallorca     | Palma de Mallorca     | Michael Laudrup        | Iberostar Estadi       | 23.142    | Macron  | Bet-At-Home          |
| Club Atlético Osasuna            | Pamplona              | José Luis Mendilibar   | Reyno de Navarra       | 19.800    | Astore  |                      |
| Real Racing Club de Santander    | Santander             | Marcelino García Toral | El Sardinero           | 22.124    | Slam    | Palacios             |
| Real Madrid Club de Fútbol       | Madrid                | José Mourinho          | Santiago Bernabéu      | 85.454    | Adidas  | Bwin                 |
| Real Sociedad de Fútbol          | San Sebastián         | Martín Lasarte         | Anoeta                 | 32.076    | Astore  | Guipúzcoa            |
| Sevilla Fútbol Club              | Sevilla               | Gregorio Manzano       | Ramón Sánchez Pizjuán  | 45.500    | Joma    | 12bet                |
| Real Sporting de Gijón           | Gijón                 | Manuel Preciado        | El Molinón             | 30.000    | Astore  | Gijón-Asturias       |
| Valencia Club de Fútbol          | Valencia              | Unai Emery             | Mestalla               | 55.000    | Kappa   | Unibet               |
| Villarreal Club de Fútbol        | Villarreal            | Juan Carlos Garrido    | El Madrigal            | 25.000    | Puma    | Aeroport Castelló    |
| Real Zaragoza                    | Zaragoza              | Javier Aguirre         | La Romareda            | 34.601    | Adidas  | proniño              |

### Equipos por comunidades autónomas
| Comunidad autónoma   | N.º | Equipos                                  |
| -------------------- | --- | ---------------------------------------- |
| Comunidad Valenciana | 4   | Hércules, Levante, Valencia y Villarreal |
| Andalucía            | 3   | Almería, Málaga y Sevilla                |
| Comunidad de Madrid  | 3   | Real Madrid, Atlético de Madrid y Getafe |
| Cataluña             | 2   | Barcelona y Espanyol                     |
| País Vasco           | 2   | Athletic Club y Real Sociedad            |
| Aragón               | 1   | Real Zaragoza                            |
| Asturias             | 1   | Sporting de Gijón                        |
| Cantabria            | 1   | Racing de Santander                      |
| Galicia              | 1   | Deportivo de La Coruña                   |
| Islas Baleares       | 1   | Mallorca                                 |
| Navarra              | 1   | Osasuna                                  |

### Cambios de entrenadores
| Equipo   | Entrenador (jornadas)                                                  |
| -------- | ---------------------------------------------------------------------- |
| Sevilla  | Antonio Álvarez (1-5) Gregorio Manzano (6-38)                          |
| Málaga   | Jesualdo Ferreira (1-9) Rafa Gil (10) Manuel Pellegrini (11-38)        |
| Zaragoza | José Aurelio Gay (1-11) Javier Aguirre (12-38)                         |
| Almería  | Juan Manuel Lillo (1-12) José Luis Oltra (13-30) Roberto Olabe (31-38) |
| Racing   | Miguel Ángel Portugal (1-22) Marcelino García Toral (23-38)            |
| Osasuna  | José Antonio Camacho (1-23) José Luis Mendilibar (24-38)               |
| Hércules | Esteban Vigo (1-29) Miroslav Djukić (30-38)                            |

## Crónica

### Campeonato
Esta temporada comenzaba con los dos grandes como favoritos para llevarse el título de liga, para este objetivo, ambos clubes realizaron ciertos cambios en la pretemporada, contratando el Real Madrid como entrenador al portugués José Mourinho, que había ganado la Champions el año anterior con el Inter de Milán y era considerado como un revulsivo frente a la hegemonía azulgrana, en el terreno de juego, fichó al argentino Ángel Di María por 33 millones, proveniente del SL Benfica y a los alemanes Sami Khedira y Mesut Özil. 
Por su parte, el F. C. Barcelona, fichó al valencianista David Villa, uno de los mejores delanteros del mundo por unos 40 millones, y a Javier Mascherano, procedente del Liverpool. Mientras, Valencia, Sevilla, o Atlético de Madrid también intentaron reforzarse para intentar dar la sorpresa, o al menos conseguir sus objetivos.
El torneo comenzó con una igualdad entre el Real Madrid, Valencia y Villarreal, que se repartieron el liderato las primeras jornadas, seguidos por el F. C. Barcelona, que comenzó con una derrota sorpresa ante el recién ascendido Hércules (0-2), pero desde ese momento se mantuvo a la estela del Madrid, hasta que los superó en la jornada 13 tras humillarles en el Camp Nou (5-0), se mantuvo líder tras este momento tras otras goleadas, como un 5-0 a Sevilla y Real Sociedad, o un 0-8 al Almería, otros clubes, como Villarreal o el sorprendente RCD Espanyol, se mantenían a cierta distancia en puestos Champions, acompañados por el Valencia CF, que encauzó una mala racha y se distanció de la cabeza, y Atlético de Madrid en puestos europeos. Por su parte, la zona baja se encontraba repartida, con varios equipos entrando y saliendo del descenso.
La segunda vuelta continuó con un Barça intratable, que cedía pocos puntos, igual que el Madrid, pero del que se distanció poco a poco, pese a las goleadas blancas en Valencia (3-6) y Sevilla, (2-6), tras las derrotas del Madrid por 0-1 ante el Sporting de Gijón y 2-3 ante el Real Zaragoza, en el Clásico del Bernabéu, donde el Madrid podía ponerse a 5 puntos, hubo un empate (1-1), con goles de penalti de Cristiano Ronaldo y Messi. 
Finalmente el título quedó sentenciado tras el empate del Barcelona en la jornada 36 ante el Levante (1-1). A este título, los azulgranas tenían que sumar la Champions League, ganando al Manchester United por 3-1 en Wembley, la Copa del Rey por su parte la perdió ante el Real Madrid por 0-1 en Mestalla con gol de Cristiano Ronaldo en la prórroga.
Además de estos dos enfrentamientos entre Real Madrid y Barcelona, se jugaron otros dos clásicos entre abril y mayo, correspondientes a la final de la Champions League, que estuvieron envueltos por la polémica. En la primera vuelta, jugada en el Santiago Bernabéu, Pepe fue expulsado por una entrada en plancha a Daniel Alves. Tras esta expulsión, Messi anotó los dos únicos goles del partido. Se difundieron en Internet vídeos con dos versiones de la mencionada entrada, en una de ellas, Pepe toca a Alves, y en la otra, no. La rueda de prensa de Mourinho, en la que insinuaba que los árbitros favorecían al Barcelona para que ganara la competición, también se convirtió en un fenómeno en la red. En la vuelta, en el Camp Nou (1-1), la controversia continuó, pues se anuló un gol a Higuaín por falta previa de Cristiano Ronaldo a Mascherano.
Estos enfrentamientos consecutivos y tensos entre los dos grandes del fútbol español perjudicaron las relaciones entre los jugadores, poniendo en riesgo la buena marcha de la selección nacional, que entonces era campeona del mundo.
Cabe destacar que el portugués fue el Pichichi de la Liga, con 41 tantos, superando el récord anterior, conseguido por Hugo Sánchez, exjugador también del Madrid, que había logrado 38 goles en el año 1990.

### Plazas por Europa
Estas plaza para acceder a Europa fueron ocupadas casi toda la temporada por los mismos equipos, el primero en caer, fue el RCD Espanyol, que se fue desinflando tras una gran primera vuelta y acabó 8º las temporadas, tras varias derrotas en casa, como el 1-2 ante el RCD Mallorca o el 1-2 ante el Racing de Santander. En tercer puesto y tras el Madrid quedó el Valencia, que con goleadas como el 5-0 al Villareal, obtuvo su merecida plaza, en cuarta posición quedó el Villareal, que seguía entrando en Europa, como los años anteriores. En 5º puesto quedó el Sevilla , que tras no empezar bien, fue remontando hasta esta posición, asegurando su plaza en la última jornada ante el RCD Espanyol, (2-3), tras él quedó situado el Athletic, que volvía a Europa por méritos propios tras varios años, y que venció en Santander para mantener esta plaza.
Finalmente el Atlético de Madrid, empatado a 58 puntos con los dos anteriores, y que era 7º en la tabla, se clasificó a la Europa League debido a que los dos finalistas de Copa del Rey estaban clasificados para la Champions League.

### Descenso
La pérdida de categoría estuvo muy repartida durante la temporada, el Almería fue el primer descendido, a varias jornadas del final y que terminó la temporada cayendo con estrépito (8-1) en el Bernabéu, poco después cayó el Hércules, y en una última jornada de infarto, el Deportivo de La Coruña fue el que descendió finalmente, tras perder por 0-2 ante el Valencia, algo que recordó al final de Liga de 1994, donde el Valencia también provocó que los coruñeses no se llevaran una liga, y tras la victoria del Real Zaragoza ante el Levante (1-2), partido no exento de polémica.
El RC Deportivo se convirtió en el equipo de toda la historia de Primera División que descendía con más puntos a la categoría de plata, con 43 puntos acumulados en las 38 jornadas.

## Sistema de competición

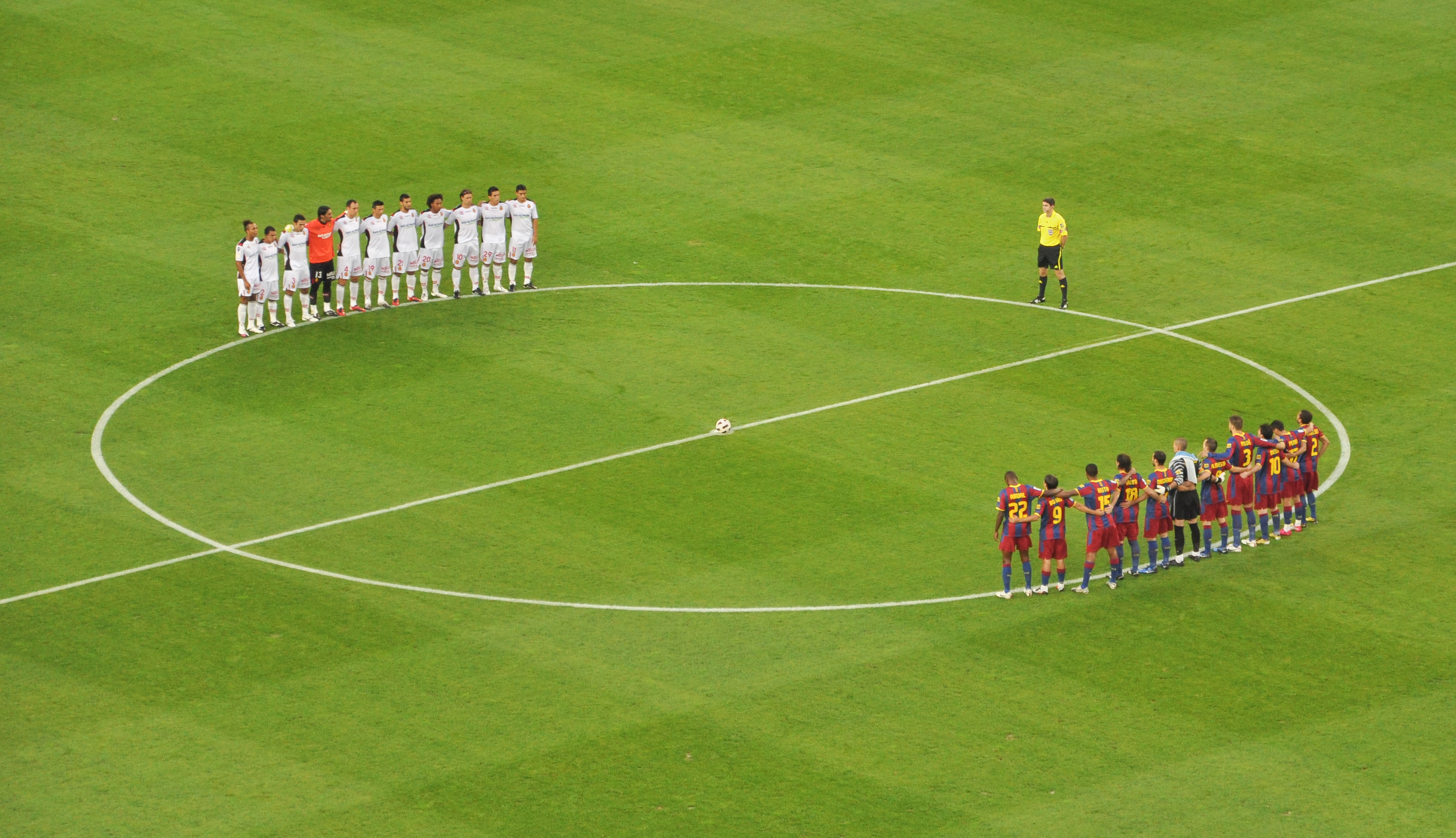
La previa al partido por la sexta jornada, en el encuentro entre el F. C. Barcelona y el RCD Mallorca. El partido terminó 1 a 1 con goles de Emilio Nsue para el Mallorca, y de Lionel Messi para el Barcelona.

La Primera División de España 2010/11 fue organizada por la Liga Nacional de Fútbol Profesional (LFP).
Como en temporadas precedentes, consta de un grupo único integrado por veinte clubes de toda la geografía española. Siguiendo un sistema de liga, los veinte equipos se enfrentan todos contra todos en dos ocasiones —una en campo propio y otra en campo contrario— sumando un total de 38 jornadas. El orden de los encuentros se decide por sorteo antes de empezar la competición.
La clasificación se establecer con arreglo a los puntos obtenidos en cada enfrentamiento, a razón de tres por partido ganado, uno por empatado y ninguno en caso de derrota. Si al finalizar el campeonato dos equipos igualasen a puntos, los mecanismos para desempatar la clasificación serían los siguientes:
1. La mayor diferencia entre goles a favor y en contra en los enfrentamientos entre ambos.
2. Si persiste el empate, se tendría en cuenta la diferencia de goles a favor y en contra en todos los encuentros del campeonato.
3. Si aún persiste el empate, se tendría en cuenta el mayor número de goles a favor en todos los encuentros del campeonato.

Si el empate a puntos es entre tres o más clubes, los sucesivos mecanismos de desempate previstos por el reglamento son los siguientes:
1. La mejor puntuación de la que a cada uno corresponda a tenor de los resultados de los partidos jugados entre sí por los clubes implicados.
2. La mayor diferencia de goles a favor y en contra, considerando únicamente los partidos jugados entre sí por los clubes implicados.
3. La mayor diferencia de goles a favor y en contra teniendo en cuenta todos los encuentros del campeonato.
4. El mayor número de goles a favor teniendo en cuenta todos los encuentros del campeonato.
5. El club mejor clasificado con arreglo a los baremos de fair play.

### Efectos de la clasificación
El equipo que más puntos sume al final del campeonato será proclamado campeón de liga y obtendrá el derecho automático a participar en la fase de grupos de la siguiente edición de la Liga de Campeones de la UEFA, junto con el subcampeón y el tercer clasificado; el cuarto disputará la ronda previa para acceder a la fase de grupos.
El quinto y el sexto clasificado obtendrán el derecho a participar en la próxima UEFA Europa League.
Los tres últimos equipos descenderán directamente a la Segunda División. Para reemplazarlos ascenderán de Segunda los dos primeros clasificados, junto con el ganador de una promoción que disputarán los clasificados entre el tercer y sexto puesto.

### Justicia deportiva
Las cuestiones de justicia deportiva son competencia de la Real Federación Española de Fútbol a través de sus Comités de Disciplina Deportiva: Comité de Competición, Jueces de Competición y Comité de Apelación. El Comité de Competición dictamina semanalmente las sanciones a los futbolistas. Los jugadores son sancionados con un partido de suspensión en caso de acumular cinco amonestaciones a lo largo del campeonato. Igualmente, son suspendidos aquellos futbolistas expulsados durante un encuentro.
Los árbitros de cada partido son designados por una comisión creada para tal objetivo e integrada por representantes de LaLiga y la RFEF.

## Clasificación

### Clasificación final
| Pos. | Equipo                     | Pts. | PJ | G  | E  | P  | GF  | GC | Dif. | Clasificación |
| ---- | -------------------------- | ---- | -- | -- | -- | -- | --- | -- | ---- | ------------- |
| 1    | F. C. Barcelona (C)        | 96   | 38 | 30 | 6  | 2  | 95  | 21 | +74  |               |
| 2    | Real Madrid C. F.          | 92   | 38 | 29 | 5  | 4  | 102 | 33 | +69  |               |
| 3    | Valencia C. F.             | 71   | 38 | 21 | 8  | 9  | 64  | 44 | +20  |               |
| 4    | Villarreal C. F.           | 62   | 38 | 18 | 8  | 12 | 54  | 44 | +10  |               |
| 5    | Sevilla F. C.              | 58   | 38 | 17 | 7  | 14 | 62  | 61 | +1   |               |
| 6    | Athletic Club              | 58   | 38 | 18 | 4  | 16 | 59  | 55 | +4   |               |
| 7    | Atlético de Madrid         | 58   | 38 | 17 | 7  | 14 | 62  | 53 | +9   |               |
| 8    | R. C. D. Espanyol          | 49   | 38 | 15 | 4  | 19 | 46  | 55 | −9   |               |
| 9    | C. A. Osasuna              | 47   | 38 | 13 | 8  | 17 | 45  | 46 | −1   |               |
| 10   | Sporting de Gijón          | 47   | 38 | 11 | 14 | 13 | 35  | 42 | −7   |               |
| 11   | Málaga C. F.               | 46   | 38 | 13 | 7  | 18 | 54  | 68 | −14  |               |
| 12   | Racing de Santander        | 46   | 38 | 12 | 10 | 16 | 41  | 56 | −15  |               |
| 13   | Real Zaragoza              | 45   | 38 | 12 | 9  | 17 | 40  | 53 | −13  |               |
| 14   | Levante U. D.              | 45   | 38 | 12 | 9  | 17 | 41  | 52 | −11  |               |
| 15   | Real Sociedad              | 45   | 38 | 14 | 3  | 21 | 49  | 66 | −17  |               |
| 16   | Getafe C. F.               | 44   | 38 | 12 | 8  | 18 | 49  | 60 | −11  |               |
| 17   | R. C. D. Mallorca          | 44   | 38 | 12 | 8  | 18 | 41  | 56 | −15  |               |
| 18   | Deportivo de La Coruña (D) | 43   | 38 | 10 | 13 | 15 | 31  | 47 | −16  |               |
| 19   | Hércules C. F. (D)         | 35   | 38 | 9  | 8  | 21 | 36  | 60 | −24  |               |
| 20   | U. D. Almería (D)          | 30   | 38 | 6  | 12 | 20 | 36  | 70 | −34  |               |

 Fuente: BDFutbol
Notas:
1. ↑  El Atlético de Madrid se clasificó a la Liga Europa de la UEFA 2011-12, ya que el Real Madrid, campeón de la Copa del Rey 2010-11, se clasificó a la Liga de Campeones de la UEFA 2011-12, por lo que el cupo que otorgaba, pasó al 6° clasificado.

|  | Clasificado para la fase de grupos de la Liga de Campeones de la UEFA 2011-12.          |
|  | Clasificado para la cuarta ronda (play-off) de la Liga de Campeones de la UEFA 2011-12. |
|  | Clasificado para la cuarta ronda (play-off) de la Liga Europa de la UEFA 2011-12.       |
|  | Clasificado para la tercera ronda de la Liga Europa de la UEFA 2011-12.                 |
|  | Descendido a la Segunda División de España 2011-12                                      |

|                         |
|                         |
| Campeón F. C. Barcelona |
| 21.º título             |

### Evolución de la clasificación
| Jornada / Equipo | 1  | 2  | 3  | 4  | 5  | 6  | 7  | 8  | 9  | 10 | 11 | 12 | 13 | 14 | 15 | 16 | 17 | 18 | 19 | 20 | 21 | 22 | 23 | 24 | 25 | 26 | 27 | 28 | 29 | 30 | 31 | 32 | 33 | 34 | 35 | 36 | 37 | 38 |
| Jornada / Equipo |    |    |    |    |    |    |    |    |    |    |    |    |    |    |    |    |    |    |    |    |    |    |    |    |    |    |    |    |    |    |    |    |    |    |    |    |    |    |
| ---------------- | -- | -- | -- | -- | -- | -- | -- | -- | -- | -- | -- | -- | -- | -- | -- | -- | -- | -- | -- | -- | -- | -- | -- | -- | -- | -- | -- | -- | -- | -- | -- | -- | -- | -- | -- | -- | -- | -- |
| Barcelona        | 3  | 8  | 6  | 4  | 3  | 4  | 3  | 3  | 2  | 2  | 2  | 2  | 1  | 1  | 1  | 1  | 1  | 1  | 1  | 1  | 1  | 1  | 1  | 1  | 1  | 1  | 1  | 1  | 1  | 1  | 1  | 1  | 1  | 1  | 1  | 1  | 1  | 1  |
| R. Madrid        | 8  | 5  | 3  | 1  | 4  | 3  | 1  | 1  | 1  | 1  | 1  | 1  | 2  | 2  | 2  | 2  | 2  | 2  | 2  | 2  | 2  | 2  | 2  | 2  | 2  | 2  | 2  | 2  | 2  | 2  | 2  | 2  | 2  | 2  | 2  | 2  | 2  | 2  |
| Valencia         | 4  | 2  | 1  | 2  | 1  | 1  | 4  | 4  | 4  | 5  | 4  | 5  | 5  | 5  | 5  | 4  | 4  | 4  | 4  | 4  | 4  | 4  | 3  | 3  | 3  | 3  | 3  | 3  | 4  | 3  | 3  | 3  | 3  | 3  | 3  | 3  | 3  | 3  |
| Villarreal       | 15 | 6  | 5  | 3  | 2  | 2  | 2  | 2  | 3  | 3  | 3  | 3  | 3  | 3  | 3  | 3  | 3  | 3  | 3  | 3  | 3  | 3  | 4  | 4  | 4  | 4  | 4  | 4  | 3  | 4  | 4  | 4  | 4  | 4  | 4  | 4  | 4  | 4  |
| Sevilla          | 2  | 3  | 2  | 5  | 7  | 5  | 7  | 6  | 8  | 6  | 5  | 7  | 8  | 10 | 11 | 11 | 10 | 10 | 10 | 8  | 8  | 7  | 8  | 7  | 7  | 7  | 7  | 7  | 7  | 6  | 5  | 6  | 6  | 5  | 6  | 6  | 5  | 5  |
| Athletic         | 7  | 11 | 9  | 7  | 9  | 11 | 8  | 10 | 9  | 10 | 8  | 10 | 10 | 11 | 8  | 8  | 8  | 9  | 7  | 6  | 6  | 5  | 5  | 5  | 6  | 6  | 5  | 6  | 6  | 5  | 6  | 5  | 5  | 7  | 5  | 5  | 6  | 6  |
| Atlético         | 1  | 1  | 4  | 6  | 5  | 7  | 5  | 8  | 6  | 8  | 7  | 6  | 7  | 8  | 6  | 6  | 6  | 6  | 6  | 7  | 7  | 8  | 11 | 9  | 8  | 8  | 8  | 8  | 8  | 8  | 7  | 7  | 7  | 6  | 7  | 7  | 7  | 7  |
| Espanyol         | 5  | 12 | 7  | 9  | 6  | 8  | 6  | 5  | 5  | 4  | 6  | 4  | 4  | 4  | 4  | 5  | 5  | 5  | 5  | 5  | 5  | 6  | 6  | 6  | 5  | 5  | 6  | 5  | 5  | 7  | 8  | 8  | 8  | 8  | 8  | 8  | 8  | 8  |
| Osasuna          | 12 | 16 | 18 | 12 | 14 | 15 | 18 | 12 | 13 | 12 | 12 | 11 | 12 | 13 | 15 | 15 | 15 | 15 | 15 | 17 | 16 | 14 | 18 | 14 | 16 | 16 | 15 | 13 | 11 | 12 | 14 | 16 | 18 | 16 | 14 | 14 | 15 | 9  |
| Sporting         | 20 | 13 | 12 | 15 | 17 | 16 | 12 | 14 | 15 | 13 | 17 | 17 | 17 | 18 | 19 | 19 | 20 | 18 | 17 | 15 | 12 | 13 | 16 | 16 | 17 | 18 | 16 | 17 | 15 | 13 | 11 | 11 | 11 | 10 | 9  | 15 | 10 | 10 |
| Málaga           | 17 | 10 | 15 | 8  | 12 | 10 | 14 | 17 | 18 | 20 | 16 | 18 | 18 | 17 | 18 | 18 | 16 | 16 | 16 | 19 | 20 | 20 | 20 | 20 | 19 | 19 | 20 | 20 | 18 | 19 | 19 | 17 | 17 | 14 | 13 | 10 | 9  | 11 |
| Racing           | 19 | 19 | 16 | 14 | 15 | 18 | 16 | 18 | 12 | 14 | 14 | 16 | 15 | 16 | 14 | 14 | 14 | 14 | 14 | 14 | 17 | 16 | 13 | 12 | 12 | 12 | 14 | 15 | 14 | 11 | 12 | 15 | 15 | 13 | 12 | 9  | 11 | 12 |
| Zaragoza         | 9  | 17 | 19 | 20 | 20 | 19 | 20 | 20 | 20 | 19 | 20 | 20 | 20 | 20 | 20 | 20 | 18 | 20 | 18 | 16 | 15 | 12 | 17 | 18 | 18 | 15 | 17 | 16 | 17 | 17 | 17 | 18 | 16 | 15 | 17 | 18 | 18 | 13 |
| Levante          | 18 | 20 | 20 | 18 | 18 | 17 | 13 | 15 | 17 | 18 | 19 | 15 | 16 | 15 | 16 | 16 | 17 | 17 | 19 | 20 | 18 | 18 | 15 | 17 | 13 | 13 | 12 | 12 | 10 | 10 | 10 | 9  | 10 | 9  | 10 | 12 | 12 | 14 |
| R. Sociedad      | 6  | 4  | 10 | 13 | 16 | 13 | 15 | 11 | 11 | 7  | 9  | 9  | 9  | 6  | 9  | 9  | 11 | 12 | 11 | 11 | 9  | 10 | 9  | 8  | 9  | 9  | 9  | 10 | 12 | 14 | 13 | 12 | 12 | 12 | 15 | 13 | 14 | 15 |
| Getafe           | 16 | 7  | 8  | 11 | 10 | 6  | 9  | 7  | 10 | 11 | 11 | 12 | 11 | 9  | 7  | 7  | 7  | 7  | 8  | 10 | 10 | 9  | 7  | 10 | 10 | 11 | 11 | 11 | 13 | 15 | 16 | 14 | 14 | 18 | 16 | 17 | 16 | 16 |
| Mallorca         | 11 | 18 | 11 | 16 | 11 | 9  | 11 | 9  | 7  | 9  | 10 | 8  | 6  | 7  | 10 | 10 | 9  | 8  | 9  | 9  | 11 | 11 | 10 | 11 | 11 | 10 | 10 | 9  | 9  | 9  | 9  | 10 | 9  | 11 | 11 | 11 | 13 | 17 |
| Deportivo        | 13 | 15 | 14 | 17 | 19 | 20 | 19 | 19 | 19 | 15 | 15 | 13 | 14 | 12 | 13 | 13 | 12 | 13 | 13 | 13 | 14 | 17 | 14 | 13 | 14 | 14 | 13 | 14 | 16 | 16 | 15 | 13 | 13 | 17 | 18 | 16 | 17 | 18 |
| Hércules         | 14 | 9  | 13 | 10 | 8  | 12 | 10 | 13 | 14 | 17 | 13 | 14 | 13 | 14 | 12 | 12 | 13 | 11 | 12 | 12 | 13 | 15 | 12 | 15 | 15 | 17 | 18 | 19 | 20 | 18 | 18 | 19 | 19 | 19 | 19 | 19 | 19 | 19 |
| Almería          | 10 | 14 | 17 | 19 | 13 | 14 | 17 | 16 | 16 | 16 | 18 | 19 | 19 | 19 | 17 | 17 | 19 | 19 | 20 | 18 | 19 | 19 | 19 | 19 | 20 | 20 | 19 | 18 | 19 | 20 | 20 | 20 | 20 | 20 | 20 | 20 | 20 | 20 |

## Resultados
Los horarios corresponden a la CET (Hora Central Europea) UTC+1 en horario estándar y UTC+2 en horario de verano.
| Local                  | Resultado | Visitante         | Estadio            | Fecha        | Hora  | Directo TV |                                |
| Hércules               | 0 - 1     | Athletic Club     | José Rico Pérez    | 28 de agosto | 18:00 | PPV        | Taquilla 1/Mirador Cine+Fútbol |
| Málaga                 | 1 - 3     | Valencia          | La Rosaleda        | 28 de agosto | 20:00 | PPV        | Taquilla 2/Mirador Cine+Fútbol |
| Levante                | 1 - 4     | Sevilla           | Ciutat de València | 28 de agosto | 22:00 | PPV        | Taquilla 3/Mirador Cine+Fútbol |
| Deportivo de La Coruña | 0 - 0     | Real Zaragoza     | Riazor             | 29 de agosto | 17:00 | PPV        | Taquilla 5/Mirador Cine+Fútbol |
| Espanyol               | 3 - 1     | Getafe            | Cornellà-El Prat   | 29 de agosto | 17:00 | PPV        | Taquilla 6/Mirador Cine+Fútbol |
| Real Sociedad          | 1 - 0     | Villarreal        | Anoeta             | 29 de agosto | 17:00 | PPV        | Taquilla 7/Mirador Cine+Fútbol |
| Osasuna                | 0 - 0     | Almería           | Reyno de Navarra   | 29 de agosto | 17:00 | PPV        | Taquilla 8/Mirador Cine+Fútbol |
| Racing de Santander    | 0 - 3     | Barcelona         | El Sardinero       | 29 de agosto | 19:00 | PPV        | Taquilla 9/Mirador Cine+Fútbol |
| Mallorca               | 0 - 0     | Real Madrid       | Iberostar Estadi   | 29 de agosto | 21:00 | Canal+     |                                |
| Atlético de Madrid     | 4 - 0     | Sporting de Gijón | Vicente Calderón   | 30 de agosto | 22:00 | La Sexta   |                                |

| Barcelona         | 0 - 2 | Hércules               | Camp Nou               | 11 de septiembre | 18:00 | PPV      | Taquilla 5/Mirador Cine+Fútbol |
| Valencia          | 1 - 0 | Racing de Santander    | Mestalla               | 11 de septiembre | 18:00 | PPV      | Taquilla 6/Mirador Cine+Fútbol |
| Real Madrid       | 1 - 0 | Osasuna                | Santiago Bernabéu      | 11 de septiembre | 20:00 | PPV      | Taquilla 5/Mirador Cine+Fútbol |
| Athletic Club     | 1 - 2 | Atlético de Madrid     | San Mamés              | 11 de septiembre | 22:00 | La Sexta |                                |
| Sporting de Gijón | 2 - 0 | Mallorca               | El Molinón             | 12 de septiembre | 17:00 | PPV      | Taquilla 5/Mirador Cine+Fútbol |
| Real Zaragoza     | 3 - 5 | Málaga                 | La Romareda            | 12 de septiembre | 17:00 | PPV      | Taquilla 6/Mirador Cine+Fútbol |
| Getafe            | 4 - 1 | Levante                | Coliseum Alfonso Pérez | 12 de septiembre | 17:00 | PPV      | Taquilla 7/Mirador Cine+Fútbol |
| Villarreal        | 4 - 0 | Espanyol               | El Madrigal            | 12 de septiembre | 19:00 | PPV      | Taquilla 5/Mirador Cine+Fútbol |
| Sevilla           | 0 - 0 | Deportivo de La Coruña | Ramón Sánchez Pizjuán  | 12 de septiembre | 21:00 | Canal+   |                                |
| Almería           | 2 - 2 | Real Sociedad          | Juegos Mediterráneos   | 13 de septiembre | 21:00 | PPV      | Taquilla 7/Mirador Cine+Fútbol |

| Espanyol               | 1 - 0 | Almería       | Cornellà-El Prat   | 18 de septiembre | 18:00 | PPV      | Taquilla 5/Mirador Cine+Fútbol |
| Mallorca               | 2 - 0 | Osasuna       | Iberostar Estadi   | 18 de septiembre | 18:00 | PPV      | Taquilla 6/Mirador Cine+Fútbol |
| Sporting de Gijón      | 2 - 2 | Athletic Club | El Molinón         | 18 de septiembre | 20:00 | PPV      | Taquilla 5/Mirador Cine+Fútbol |
| Real Sociedad          | 1 - 2 | Real Madrid   | Anoeta             | 18 de septiembre | 22:00 | La Sexta |                                |
| Hércules               | 1 - 2 | Valencia      | José Rico Pérez    | 19 de septiembre | 17:00 | PPV      | Taquilla 5/Mirador Cine+Fútbol |
| Racing de Santander    | 2 - 0 | Real Zaragoza | El Sardinero       | 19 de septiembre | 17:00 | PPV      | Taquilla 6/Mirador Cine+Fútbol |
| Levante                | 1 - 2 | Villarreal    | Ciutat de València | 19 de septiembre | 17:00 | PPV      | Taquilla 7/Mirador Cine+Fútbol |
| Atlético de Madrid     | 1 - 2 | Barcelona     | Vicente Calderón   | 19 de septiembre | 19:00 | PPV      | Taquilla 5/Mirador Cine+Fútbol |
| Málaga                 | 1 - 2 | Sevilla       | La Rosaleda        | 19 de septiembre | 21:00 | Canal+   |                                |
| Deportivo de La Coruña | 2 - 2 | Getafe        | Riazor             | 20 de septiembre | 21:00 | PPV      | Taquilla 7/Mirador Cine+Fútbol |

| Athletic Club | 3 - 0 | Mallorca               | San Mamés              | 21 de septiembre | 20:00 | PPV      | Taquilla 5/Mirador Cine+Fútbol |
| Osasuna       | 3 - 1 | Real Sociedad          | Reyno de Navarra       | 21 de septiembre | 20:00 | PPV      | Taquilla 6/Mirador Cine+Fútbol |
| Real Madrid   | 3 - 0 | Espanyol               | Santiago Bernabéu      | 21 de septiembre | 22:00 | PPV      | Taquilla 5/Mirador Cine+Fútbol |
| Barcelona     | 1 - 0 | Sporting de Gijón      | Camp Nou               | 22 de septiembre | 20:00 | Canal+   |                                |
| Real Zaragoza | 0 - 0 | Hércules               | La Romareda            | 22 de septiembre | 20:00 | PPV      | Taquilla 5/Mirador Cine+Fútbol |
| Almería       | 0 - 1 | Levante                | Juegos Mediterráneos   | 22 de septiembre | 20:00 | PPV      | Taquilla 6/Mirador Cine+Fútbol |
| Valencia      | 1 - 1 | Atlético de Madrid     | Mestalla               | 22 de septiembre | 22:00 | La Sexta |                                |
| Getafe        | 0 - 2 | Málaga                 | Coliseum Alfonso Pérez | 23 de septiembre | 20:00 | PPV      | Taquilla 5/Mirador Cine+Fútbol |
| Villarreal    | 1 - 0 | Deportivo de La Coruña | El Madrigal            | 23 de septiembre | 20:00 | PPV      | Taquilla 6Mirador Cine+Fútbol  |
| Sevilla       | 1 - 1 | Racing de Santander    | Ramón Sánchez Pizjuán  | 23 de septiembre | 22:00 | PPV      | Taquilla 5/Mirador Cine+Fútbol |

| Sporting de Gijón      | 0 - 2 | Valencia      | El Molinón         | 25 de septiembre | 18:00 | PPV      | Taquilla 5/Mirador Cine+Fútbol |
| Levante                | 0 - 0 | Real Madrid   | Ciutat de València | 25 de septiembre | 20:00 | PPV      | Taquilla 6/Mirador Cine+Fútbol |
| Athletic Club          | 1 - 3 | Barcelona     | San Mamés          | 25 de septiembre | 22:00 | La Sexta |                                |
| Racing de Santander    | 0 - 1 | Getafe        | El Sardinero       | 26 de septiembre | 17:00 | PPV      | Taquilla 5/Mirador Cine+Fútbol |
| Deportivo de La Coruña | 0 - 2 | Almería       | Riazor             | 26 de septiembre | 17:00 | PPV      | Taquilla 6/Mirador Cine+Fútbol |
| Espanyol               | 1 - 0 | Osasuna       | Cornellà-El Prat   | 26 de septiembre | 17:00 | PPV      | Taquilla 7/Mirador Cine+Fútbol |
| Mallorca               | 2 - 0 | Real Sociedad | Iberostar Estadi   | 26 de septiembre | 17:00 | PPV      | Taquilla 8/Mirador Cine+Fútbol |
| Hércules               | 2 - 0 | Sevilla       | José Rico Pérez    | 26 de septiembre | 19:00 | PPV      | Taquilla 5/Mirador Cine+Fútbol |
| Atlético de Madrid     | 1 - 0 | Real Zaragoza | Vicente Calderón   | 26 de septiembre | 21:00 | Canal+   |                                |
| Málaga                 | 2 - 3 | Villarreal    | La Rosaleda        | 27 de septiembre | 21:00 | PPV      | Taquilla 7/Mirador Cine+Fútbol |

| Real Zaragoza | 2 - 2 | Sporting de Gijón      | La Romareda            | 2 de octubre | 18:00 | PPV      | Taquilla 5/Mirador Cine+Fútbol |
| Real Sociedad | 1 - 0 | Espanyol               | Anoeta                 | 2 de octubre | 20:00 | PPV      | Taquilla 5/Mirador Cine+Fútbol |
| Valencia      | 2 - 1 | Athletic Club          | Mestalla               | 2 de octubre | 22:00 | La Sexta |                                |
| Sevilla       | 3 - 1 | Atlético de Madrid     | Ramón Sánchez Pizjuán  | 3 de octubre | 17:00 | PPV      | Taquilla 5/Mirador Cine+Fútbol |
| Getafe        | 3 - 0 | Hércules               | Coliseum Alfonso Pérez | 3 de octubre | 17:00 | PPV      | Taquilla 6/Mirador Cine+Fútbol |
| Villarreal    | 2 - 0 | Racing de Santander    | El Madrigal            | 3 de octubre | 17:00 | PPV      | Taquilla 7/Mirador Cine+Fútbol |
| Almería       | 1 - 1 | Málaga                 | Juegos Mediterráneos   | 3 de octubre | 17:00 | PPV      | Taquilla 8/Mirador Cine+Fútbol |
| Osasuna       | 1 - 1 | Levante                | Reyno de Navarra       | 3 de octubre | 17:00 | PPV      | Taquilla 9/Mirador Cine+Fútbol |
| Barcelona     | 1 - 1 | Mallorca               | Camp Nou               | 3 de octubre | 19:00 | PPV      | Taquilla 5/Mirador Cine+Fútbol |
| Real Madrid   | 6 - 1 | Deportivo de La Coruña | Santiago Bernabéu      | 3 de octubre | 21:00 | Canal+   |                                |

| Atlético de Madrid     | 2 - 0 | Getafe        | Vicente Calderón   | 16 de octubre | 18:00 | Gol T / C+ Liga                       |                                |
| Barcelona              | 2 - 1 | Valencia      | Camp Nou           | 16 de octubre | 20:00 | Gol T / C+ Liga                       |                                |
| Málaga                 | 1 - 4 | Real Madrid   | La Rosaleda        | 16 de octubre | 22:00 | La Sexta / TM / TV3 / C9 / IB3 / TPA7 |                                |
| Racing de Santander    | 1 - 0 | Almería       | El Sardinero       | 17 de octubre | 17:00 | PPV                                   | Taquilla 5/Mirador Cine+Fútbol |
| Deportivo de La Coruña | 0 - 0 | Osasuna       | Riazor             | 17 de octubre | 17:00 | PPV                                   | Taquilla 6/Mirador Cine+Fútbol |
| Levante                | 2 - 1 | Real Sociedad | Ciutat de València | 17 de octubre | 17:00 | PPV                                   | Taquilla 7/Mirador Cine+Fútbol |
| Mallorca               | 0 - 1 | Espanyol      | Iberostar Estadi   | 17 de octubre | 17:00 | PPV                                   | Taquilla 8/Mirador Cine+Fútbol |
| Athletic Club          | 2 - 1 | Real Zaragoza | San Mamés          | 17 de octubre | 19:00 | Gol T / C+ Liga                       |                                |
| Sporting de Gijón      | 2 - 0 | Sevilla       | El Molinón         | 17 de octubre | 21:00 | Canal+                                |                                |
| Hércules               | 2 - 2 | Villarreal    | José Rico Pérez    | 18 de octubre | 21:00 | Gol T / PPV                           | Taquilla 7/Mirador Cine+Fútbol |

| Real Zaragoza | 0 - 2 | Barcelona              | La Romareda            | 23 de octubre | 18:00 | Gol T / C+ Liga                       |                                |
| Real Madrid   | 6 - 1 | Racing de Santander    | Santiago Bernabéu      | 23 de octubre | 20:00 | Gol T / C+ Liga                       |                                |
| Valencia      | 1 - 2 | Mallorca               | Mestalla               | 23 de octubre | 22:00 | La Sexta / C9 / IB3 / TV3 / TM / TPA7 |                                |
| Getafe        | 3 - 0 | Sporting de Gijón      | Coliseum Alfonso Pérez | 24 de octubre | 17:00 | PPV                                   | Taquilla 5/Mirador Cine+Fútbol |
| Almería       | 1 - 1 | Hércules               | Juegos Mediterráneos   | 24 de octubre | 17:00 | PPV                                   | Taquilla 6/Mirador Cine+Fútbol |
| Osasuna       | 3 - 0 | Málaga                 | Reyno de Navarra       | 24 de octubre | 17:00 | PPV                                   | Taquilla 7/Mirador Cine+Fútbol |
| Espanyol      | 2 - 1 | Levante                | Cornellà-El Prat       | 24 de octubre | 17:00 | PPV                                   | Taquilla 8/Mirador Cine+Fútbol |
| Sevilla       | 4 - 3 | Athletic Club          | Ramón Sánchez Pizjuán  | 24 de octubre | 19:00 | Gol T / C+ Liga                       |                                |
| Villarreal    | 2 - 0 | Atlético de Madrid     | El Madrigal            | 24 de octubre | 21:00 | Canal+                                |                                |
| Real Sociedad | 3 - 0 | Deportivo de La Coruña | Anoeta                 | 25 de octubre | 21:00 | Gol T / PPV                           | Taquilla 7/Mirador Cine+Fútbol |

| Valencia               | 1 - 1 | Real Zaragoza | Mestalla         | 30 de octubre  | 18:00 | Gol T / C+ Liga                       |                                |
| Hércules               | 1 - 3 | Real Madrid   | José Rico Pérez  | 30 de octubre  | 20:00 | Gol T / C+ Liga                       |                                |
| Barcelona              | 5 - 0 | Sevilla       | Camp Nou         | 30 de octubre  | 22:00 | La Sexta / TV3 / C9 / IB3 / TM / TPA7 |                                |
| Sporting de Gijón      | 1 - 1 | Villarreal    | El Molinón       | 31 de octubre  | 17:00 | PPV                                   | Taquilla 5/Mirador Cine+Fútbol |
| Racing de Santander    | 4 - 1 | Osasuna       | El Sardinero     | 31 de octubre  | 17:00 | PPV                                   | Taquilla 6/Mirador Cine+Fútbol |
| Málaga                 | 1 - 2 | Real Sociedad | La Rosaleda      | 31 de octubre  | 17:00 | PPV                                   | Taquilla 7/Mirador Cine+Fútbol |
| Deportivo de La Coruña | 3 - 0 | Espanyol      | Riazor           | 31 de octubre  | 17:00 | PPV                                   | Taquilla 8/Mirador Cine+Fútbol |
| Atlético de Madrid     | 1 - 1 | Almería       | Vicente Calderón | 31 de octubre  | 19:00 | Gol T / C+ Liga                       |                                |
| Athletic Club          | 3 - 0 | Getafe        | San Mamés        | 31 de octubre  | 21:00 | Canal+                                |                                |
| Mallorca               | 2 - 1 | Levante       | Iberostar Estadi | 1 de noviembre | 21:00 | Gol T / PPV                           | Taquilla 7/Mirador Cine+Fútbol |

| Real Sociedad | 1 - 0 | Racing de Santander    | Anoeta                 | 6 de noviembre | 20:00 | Gol T / C+ Liga                       |
| Espanyol      | 1 - 0 | Málaga                 | Cornellà-El Prat       | 6 de noviembre | 22:00 | Gol T / C+ Liga                       |
| Real Zaragoza | 3 - 2 | Mallorca               | La Romareda            | 7 de noviembre | 17:00 | Taquilla 4                            |
| Villarreal    | 4 - 1 | Athletic Club          | El Madrigal            | 7 de noviembre | 17:00 | Gol T / Taquilla 5                    |
| Almería       | 1 - 1 | Sporting de Gijón      | Juegos Mediterráneos   | 7 de noviembre | 17:00 | Taquilla 6                            |
| Osasuna       | 3 - 0 | Hércules               | Reyno de Navarra       | 7 de noviembre | 17:00 | Taquilla 7                            |
| Levante       | 1 - 2 | Deportivo de La Coruña | Ciutat de València     | 7 de noviembre | 17:00 | Taquilla 8                            |
| Getafe        | 1 - 3 | Barcelona              | Coliseum Alfonso Pérez | 7 de noviembre | 19:00 | Gol T / C+ Liga                       |
| Real Madrid   | 2 - 0 | Atlético de Madrid     | Santiago Bernabéu      | 7 de noviembre | 21:00 | Canal+                                |
| Sevilla       | 2 - 0 | Valencia               | Ramón Sánchez Pizjuán  | 8 de noviembre | 21:30 | La Sexta / C9 / TV3 / IB3 / TM / TPA7 |

| Athletic Club       | 1 - 0 | Almería                | San Mamés        | 13 de noviembre | 18:00 | Gol T / C+ Liga                       |  |
| Atlético de Madrid  | 3 - 0 | Osasuna                | Vicente Calderón | 13 de noviembre | 20:00 | Gol T / C+ Liga                       |  |
| Barcelona           | 3 - 1 | Villarreal             | Camp Nou         | 13 de noviembre | 22:00 | La Sexta / TV3 / C9 / IB3 / TM / TPA7 |  |
| Real Zaragoza       | 1 - 2 | Sevilla                | La Romareda      | 14 de noviembre | 17:00 | Gol T / Taquilla 4                    |  |
| Hércules            | 2 - 1 | Real Sociedad          | José Rico Pérez  | 14 de noviembre | 17:00 | Taquilla 5                            |  |
| Racing de Santander | 0 - 0 | Espanyol               | El Sardinero     | 14 de noviembre | 17:00 | Taquilla 6                            |  |
| Málaga              | 1 - 0 | Levante                | La Rosaleda      | 14 de noviembre | 17:00 | Taquilla 7                            |  |
| Mallorca            | 0 - 0 | Deportivo de La Coruña | Iberostar Estadi | 14 de noviembre | 17:00 | Taquilla 8                            |  |
| Sporting de Gijón   | 0 - 1 | Real Madrid            | El Molinón       | 14 de noviembre | 19:00 | Gol T / C+ Liga                       |  |
| Valencia            | 2 - 0 | Getafe                 | Mestalla         | 14 de noviembre | 21:00 | Canal+                                |  |

| Villarreal             | 1 - 1 | Valencia            | El Madrigal            | 20 de noviembre | 18:00 | Gol T / C+ Liga                  |  |
| Almería                | 0 - 8 | Barcelona           | Juegos Mediterráneos   | 20 de noviembre | 20:00 | Gol T / C+ Liga                  |  |
| Real Madrid            | 5 - 1 | Athletic Club       | Santiago Bernabéu      | 20 de noviembre | 22:00 | La Sexta / TM / TPA7 / TV3 / IB3 |  |
| Osasuna                | 1 - 0 | Sporting de Gijón   | Reyno de Navarra       | 21 de noviembre | 17:00 | Taquilla 5                       |  |
| Espanyol               | 3 - 0 | Hércules            | Cornellà-El Prat       | 21 de noviembre | 17:00 | Taquilla 6                       |  |
| Levante                | 3 - 1 | Racing de Santander | Ciutat de València     | 21 de noviembre | 17:00 | Taquilla 7                       |  |
| Deportivo de La Coruña | 3 - 0 | Málaga              | Riazor                 | 21 de noviembre | 17:00 | Taquilla 8                       |  |
| Sevilla                | 1 - 2 | Mallorca            | Ramón Sánchez Pizjuán  | 21 de noviembre | 19:00 | Gol T / C+ Liga                  |  |
| Real Sociedad          | 2 - 4 | Atlético de Madrid  | Anoeta                 | 21 de noviembre | 21:00 | Canal+                           |  |
| Getafe                 | 1 - 1 | Real Zaragoza       | Coliseum Alfonso Pérez | 22 de noviembre | 21:00 | Gol T / Taquilla 7               |  |

| Real Zaragoza       | 0 - 3 | Villarreal             | La Romareda           | 27 de noviembre | 18:00 | Gol T / Taquilla 8               |  |
| Sevilla             | 1 - 3 | Getafe                 | Ramón Sánchez Pizjuán | 27 de noviembre | 20:00 | Gol T / C+ Liga                  |  |
| Atlético de Madrid  | 2 - 3 | Espanyol               | Vicente Calderón      | 27 de noviembre | 22:00 | La Sexta / TM / TV3 / IB3 / TPA7 |  |
| Sporting de Gijón   | 1 - 3 | Real Sociedad          | El Molinón            | 28 de noviembre | 17:00 | Taquilla 5                       |  |
| Hércules            | 3 - 1 | Levante                | José Rico Pérez       | 28 de noviembre | 17:00 | Taquilla 6                       |  |
| Racing de Santander | 1 - 0 | Deportivo de La Coruña | El Sardinero          | 28 de noviembre | 17:00 | Taquilla 7                       |  |
| Mallorca            | 2 - 0 | Málaga                 | Iberostar Estadi      | 28 de noviembre | 17:00 | Taquilla 8                       |  |
| Athletic Club       | 1 - 0 | Osasuna                | San Mamés             | 28 de noviembre | 19:00 | Gol T / C+ Liga                  |  |
| Valencia            | 2 - 1 | Almería                | Mestalla              | 28 de noviembre | 21:00 | Canal+                           |  |
| Barcelona           | 5 - 0 | Real Madrid            | Camp Nou              | 29 de noviembre | 21:00 | Gol T / C+ Liga                  |  |

| Levante                | 2 - 0 | Atlético de Madrid  | Ciutat de València     | 4 de diciembre | 18:00 | Gol T / C+ Liga                  |  |
| Osasuna                | 0 - 3 | Barcelona           | Reyno de Navarra       | 4 de diciembre | 20:45 | Gol T / C+ Liga                  |  |
| Real Madrid            | 2 - 0 | Valencia            | Santiago Bernabéu      | 4 de diciembre | 22:00 | La Sexta / TM / IB3 / TV3 / TPA7 |  |
| Getafe                 | 3 - 0 | Mallorca            | Coliseum Alfonso Pérez | 5 de diciembre | 17:00 | Taquilla 5                       |  |
| Almería                | 1 - 1 | Real Zaragoza       | Juegos Mediterráneos   | 5 de diciembre | 17:00 | Taquilla 6                       |  |
| Espanyol               | 1 - 0 | Sporting de Gijón   | Cornellà-El Prat       | 5 de diciembre | 17:00 | Taquilla 7                       |  |
| Málaga                 | 4 - 1 | Racing de Santander | La Rosaleda            | 5 de diciembre | 17:00 | Taquilla 8                       |  |
| Villarreal             | 1 - 0 | Sevilla             | El Madrigal            | 5 de diciembre | 19:00 | Gol T / C+ Liga                  |  |
| Real Sociedad          | 2 - 0 | Athletic Club       | Anoeta                 | 5 de diciembre | 21:00 | Canal+                           |  |
| Deportivo de La Coruña | 1 - 0 | Hércules            | Riazor                 | 6 de diciembre | 21:00 | Gol T / Taquilla 8               |  |

| Getafe             | 1 - 0 | Villarreal             | Coliseum Alfonso Pérez | 11 de diciembre | 18:00 | Gol T / C+ Liga                  |
| Sevilla            | 1 - 3 | Almería                | Ramón Sánchez Pizjuán  | 11 de diciembre | 20:00 | Gol T / C+ Liga                  |
| Atlético de Madrid | 2 - 0 | Deportivo de La Coruña | Vicente Calderón       | 11 de diciembre | 22:00 | La Sexta / TM / TPA7 / TV3 / IB3 |
| Sporting de Gijón  | 1 - 1 | Levante                | El Molinón             | 12 de diciembre | 17:00 | Taquilla 5                       |
| Hércules           | 4 - 1 | Málaga                 | José Rico Pérez        | 12 de diciembre | 17:00 | Taquilla 6                       |
| Mallorca           | 0 - 1 | Racing de Santander    | Iberostar Estadi       | 12 de diciembre | 17:00 | Taquilla 7                       |
| Athletic Club      | 2 - 1 | Espanyol               | San Mamés              | 12 de diciembre | 17:00 | Taquilla 8                       |
| Real Zaragoza      | 1 - 3 | Real Madrid            | La Romareda            | 12 de diciembre | 19:00 | Gol T / C+ Liga                  |
| Barcelona          | 5 - 0 | Real Sociedad          | Camp Nou               | 12 de diciembre | 21:00 | Canal+                           |
| Valencia           | 3 - 3 | Osasuna                | Mestalla               | 13 de diciembre | 21:00 | Gol T / Taquilla 8               |

| Villarreal             | 3 - 1 | Mallorca           | El Madrigal          | 18 de diciembre | 18:00 | Gol T / C+ Liga                  |
| Levante                | 1 - 2 | Athletic Club      | Ciutat de València   | 18 de diciembre | 18:00 | Taquilla 7                       |
| Deportivo de La Coruña | 1 - 1 | Sporting de Gijón  | Riazor               | 18 de diciembre | 18:00 | Taquilla 8                       |
| Espanyol               | 1 - 5 | Barcelona          | Cornellà-El Prat     | 18 de diciembre | 20:00 | Gol T / C+ Liga                  |
| Real Sociedad          | 1 - 2 | Valencia           | Anoeta               | 18 de diciembre | 22:00 | La Sexta / IB3 / TV3 / TM / TPA7 |
| Almería                | 2 - 3 | Getafe             | Juegos Mediterráneos | 19 de diciembre | 17:00 | Taquilla 7                       |
| Osasuna                | 0 - 0 | Real Zaragoza      | Reyno de Navarra     | 19 de diciembre | 17:00 | Taquilla 8                       |
| Málaga                 | 0 - 3 | Atlético de Madrid | La Rosaleda          | 19 de diciembre | 19:00 | Gol T / C+ Liga                  |
| Real Madrid            | 1 - 0 | Sevilla            | Santiago Bernabéu    | 19 de diciembre | 21:00 | Canal+                           |
| Racing de Santander    | 0 - 0 | Hércules           | El Sardinero         | 20 de diciembre | 21:00 | Gol T / Taquilla 8               |

| Athletic Club      | 1 - 2 | Deportivo de La Coruña | San Mamés              | 2 de enero | 16:00 | Gol T / C+ Liga                  |
| Barcelona          | 2 - 1 | Levante                | Camp Nou               | 2 de enero | 18:00 | Gol T / C+ Liga                  |
| Sporting de Gijón  | 1 - 2 | Málaga                 | El Molinón             | 2 de enero | 18:00 | Taquilla 6                       |
| Sevilla            | 1 - 0 | Osasuna                | Ramón Sánchez Pizjuán  | 2 de enero | 20:00 | Gol T / Taquilla 7               |
| Valencia           | 2 - 1 | Espanyol               | Mestalla               | 2 de enero | 22:00 | La Sexta / TV3 / IB3 / TM / TPA7 |
| Villarreal         | 2 - 0 | Almería                | El Madrigal            | 3 de enero | 20:00 | Taquilla 5                       |
| Real Zaragoza      | 2 - 1 | Real Sociedad          | La Romareda            | 3 de enero | 20:00 | Taquilla 6                       |
| Atlético de Madrid | 0 - 0 | Racing de Santander    | Vicente Calderón       | 3 de enero | 20:00 | Canal+                           |
| Mallorca           | 3 - 0 | Hércules               | Iberostar Estadi       | 3 de enero | 20:00 | Taquilla 7                       |
| Getafe             | 2 - 3 | Real Madrid            | Coliseum Alfonso Pérez | 3 de enero | 22:00 | Gol T / C+ Liga                  |

| Málaga                 | 1 - 1 | Athletic Club      | La Rosaleda        | 8 de enero  | 18:00 | Gol T / C+ Liga                  |
| Real Sociedad          | 2 - 3 | Sevilla            | Anoeta             | 8 de enero  | 20:00 | Gol T / C+ Liga                  |
| Deportivo de La Coruña | 0 - 4 | Barcelona          | Riazor             | 8 de enero  | 22:00 | La Sexta / TV3 / IB3 / TM / TPA7 |
| Mallorca               | 4 - 1 | Almería            | Iberostar Estadi   | 9 de enero  | 17:00 | Taquilla 5                       |
| Osasuna                | 0 - 0 | Getafe             | Reyno de Navarra   | 9 de enero  | 17:00 | Taquilla 6                       |
| Espanyol               | 4 - 0 | Real Zaragoza      | Cornellà-El Prat   | 9 de enero  | 17:00 | Taquilla 7                       |
| Racing de Santander    | 1 - 1 | Sporting de Gijón  | El Sardinero       | 9 de enero  | 17:00 | Taquilla 8                       |
| Real Madrid            | 4 - 2 | Villarreal         | Santiago Bernabéu  | 9 de enero  | 19:00 | Gol T / C+ Liga                  |
| Levante                | 0 - 1 | Valencia           | Ciutat de València | 9 de enero  | 21:00 | Canal+                           |
| Hércules               | 4 - 1 | Atlético de Madrid | José Rico Pérez    | 10 de enero | 21:00 | Gol T / Taquilla 8               |

| Villarreal         | 4 - 2 | Osasuna                | El Madrigal            | 15 de enero | 18:00 | Taquilla 5                       |
| Getafe             | 0 - 4 | Real Sociedad          | Coliseum Alfonso Pérez | 15 de enero | 18:00 | Taquilla 6                       |
| Real Zaragoza      | 1 - 0 | Levante                | La Romareda            | 15 de enero | 18:00 | Taquilla 7                       |
| Sporting de Gijón  | 2 - 0 | Hércules               | El Molinón             | 15 de enero | 18:00 | Taquilla 8                       |
| Athletic Club      | 2 - 1 | Racing de Santander    | San Mamés              | 15 de enero | 20:00 | Gol T / C+ Liga                  |
| Sevilla            | 1 - 2 | Espanyol               | Ramón Sánchez Pizjuán  | 15 de enero | 22:00 | La Sexta / TV3 / TM / IB3 / TPA7 |
| Valencia           | 2 - 0 | Deportivo de La Coruña | Mestalla               | 16 de enero | 17:00 | Gol T / C+ Liga                  |
| Almería            | 1 - 1 | Real Madrid            | Juegos Mediterráneos   | 16 de enero | 19:00 | Gol T / C+ Liga                  |
| Barcelona          | 4 - 1 | Málaga                 | Camp Nou               | 16 de enero | 21:00 | Canal+                           |
| Atlético de Madrid | 3 - 0 | Mallorca               | Vicente Calderón       | 17 de enero | 21:00 | Gol T / Taquilla 8               |

| Sevilla           | 4 - 1 | Levante                | Ramón Sánchez Pizjuán  | 22 de enero | 18:00 | Gol T / C+ Liga                  |
| Barcelona         | 3 - 0 | Racing de Santander    | Camp Nou               | 22 de enero | 20:00 | Gol T / C+ Liga                  |
| Valencia          | 4 - 3 | Málaga                 | Mestalla               | 22 de enero | 22:00 | La Sexta / IB3 / TM / TV3 / TPA7 |
| Sporting de Gijón | 1 - 0 | Atlético de Madrid     | El Molinón             | 23 de enero | 17:00 | Taquilla 5                       |
| Real Zaragoza     | 1 - 0 | Deportivo de La Coruña | La Romareda            | 23 de enero | 17:00 | Taquilla 6                       |
| Getafe            | 1 - 3 | Espanyol               | Coliseum Alfonso Pérez | 23 de enero | 17:00 | Taquilla 7                       |
| Almería           | 3 - 2 | Osasuna                | Juegos Mediterráneos   | 23 de enero | 17:00 | Taquilla 8                       |
| Real Madrid       | 1 - 0 | Mallorca               | Santiago Bernabéu      | 23 de enero | 19:00 | Gol T / C+ Liga                  |
| Villarreal        | 2 - 1 | Real Sociedad          | El Madrigal            | 23 de enero | 21:00 | Canal+                           |
| Athletic Club     | 3 - 0 | Hércules               | San Mamés              | 24 de enero | 21:00 | Gol T / Taquilla 8               |

| Mallorca               | 0 - 4 | Sporting de Gijón | Iberostar Estadi   | 29 de enero | 18:00 | Taquilla 5                       |
| Málaga                 | 1 - 2 | Real Zaragoza     | La Rosaleda        | 29 de enero | 18:00 | Taquilla 6                       |
| Levante                | 2 - 0 | Getafe            | Ciutat de València | 29 de enero | 18:00 | Taquilla 7                       |
| Real Sociedad          | 2 - 0 | Almería           | Anoeta             | 29 de enero | 18:00 | Taquilla 8                       |
| Hércules               | 0 - 3 | Barcelona         | José Rico Pérez    | 29 de enero | 20:00 | Gol T / C+ Liga                  |
| Deportivo de La Coruña | 3 - 3 | Sevilla           | Riazor             | 29 de enero | 22:00 | La Sexta / TM / TPA7 / TV3 / IB3 |
| Atlético de Madrid     | 0 - 2 | Athletic Club     | Vicente Calderón   | 30 de enero | 17:00 | Gol T / C+ Liga                  |
| Osasuna                | 1 - 0 | Real Madrid       | Reyno de Navarra   | 30 de enero | 19:00 | Gol T / C+ Liga                  |
| Espanyol               | 0 - 1 | Villarreal        | Cornellà-El Prat   | 30 de enero | 21:00 | Canal+                           |
| Racing de Santander    | 1 - 1 | Valencia          | El Sardinero       | 31 de enero | 21:00 | Gol T / Taquilla 8               |

| Athletic Club | 3 - 0 | Sporting de Gijón      | San Mamés              | 5 de febrero | 18:00 | Gol T / C+ Liga                  |
| Real Zaragoza | 1 - 1 | Racing de Santander    | La Romareda            | 5 de febrero | 18:00 | Taquilla 4                       |
| Getafe        | 4 - 1 | Deportivo de La Coruña | Coliseum Alfonso Pérez | 5 de febrero | 18:00 | Taquilla 5                       |
| Almería       | 3 - 2 | Espanyol               | Juegos Mediterráneos   | 5 de febrero | 18:00 | Taquilla 6                       |
| Osasuna       | 1 - 1 | Mallorca               | Reyno de Navarra       | 5 de febrero | 18:00 | Taquilla 7                       |
| Villarreal    | 0 - 1 | Levante                | El Madrigal            | 5 de febrero | 20:00 | Gol T / Taquilla 8               |
| Barcelona     | 3 - 0 | Atlético de Madrid     | Camp Nou               | 5 de febrero | 22:00 | La Sexta / TV3 / TM / TPA7 / IB3 |
| Sevilla       | 0 - 0 | Málaga                 | Ramón Sánchez Pizjuán  | 6 de febrero | 17:00 | Gol T / C+ Liga                  |
| Real Madrid   | 4 - 1 | Real Sociedad          | Santiago Bernabéu      | 6 de febrero | 19:00 | Gol T / C+ Liga                  |
| Valencia      | 2 - 0 | Hércules               | Mestalla               | 6 de febrero | 21:00 | Canal+                           |

| Atlético de Madrid     | 1 - 2 | Valencia      | Vicente Calderón   | 12 de febrero | 18:00 | Gol T / C+ Liga                  |
| Sporting de Gijón      | 1 - 1 | Barcelona     | El Molinón         | 12 de febrero | 20:00 | Gol T / C+ Liga                  |
| Racing de Santander    | 3 - 2 | Sevilla       | El Sardinero       | 12 de febrero | 22:00 | La Sexta / TPA7 / TM / IB3 / TV3 |
| Hércules               | 2 - 1 | Real Zaragoza | José Rico Pérez    | 13 de febrero | 17:00 | Taquilla 5                       |
| Málaga                 | 2 - 2 | Getafe        | La Rosaleda        | 13 de febrero | 17:00 | Taquilla 6                       |
| Levante                | 1 - 0 | Almería       | Ciutat de València | 13 de febrero | 17:00 | Taquilla 7                       |
| Real Sociedad          | 1 - 0 | Osasuna       | Anoeta             | 13 de febrero | 17:00 | Taquilla 8                       |
| Deportivo de La Coruña | 1 - 0 | Villarreal    | Riazor             | 13 de febrero | 19:00 | Gol T / C+ Liga                  |
| Espanyol               | 0 - 1 | Real Madrid   | Cornellà-El Prat   | 13 de febrero | 21:00 | Canal+                           |
| Mallorca               | 1 - 0 | Athletic Club | Iberostar Estadi   | 14 de febrero | 21:00 | Gol T / Taquilla 8               |

| Valencia      | 0 - 0 | Sporting de Gijón      | Mestalla               | 19 de febrero | 18:00 | Gol T / C+ Liga                  |
| Real Madrid   | 2 - 0 | Levante                | Santiago Bernabéu      | 19 de febrero | 20:00 | Gol T / C+ Liga                  |
| Real Zaragoza | 0 - 1 | Atlético de Madrid     | La Romareda            | 19 de febrero | 22:00 | La Sexta / TM / TV3 / TPA7 / IB3 |
| Getafe        | 0 - 1 | Racing de Santander    | Coliseum Alfonso Pérez | 20 de febrero | 17:00 | Taquilla 5                       |
| Villarreal    | 1 - 1 | Málaga                 | El Madrigal            | 20 de febrero | 17:00 | Taquilla 6                       |
| Almería       | 1 - 1 | Deportivo de La Coruña | Juegos Mediterráneos   | 20 de febrero | 17:00 | Taquilla 7                       |
| Osasuna       | 4 - 0 | Espanyol               | Reyno de Navarra       | 20 de febrero | 17:00 | Taquilla 8                       |
| Sevilla       | 1 - 0 | Hércules               | Ramón Sánchez Pizjuán  | 20 de febrero | 19:00 | Gol T / C+ Liga                  |
| Barcelona     | 2 - 1 | Athletic Club          | Camp Nou               | 20 de febrero | 21:00 | Canal+                           |
| Real Sociedad | 1 - 0 | Mallorca               | Anoeta                 | 21 de febrero | 21:00 | Gol T / Taquilla 8               |

| Sporting de Gijón      | 0 - 0 | Real Zaragoza | El Molinón         | 26 de febrero | 18:00 | Taquilla 7                       |
| Atlético de Madrid     | 2 - 2 | Sevilla       | Vicente Calderón   | 26 de febrero | 18:00 | Gol T / C+ Liga                  |
| Espanyol               | 4 - 1 | Real Sociedad | Cornellà-El Prat   | 26 de febrero | 18:00 | Taquilla 8                       |
| Mallorca               | 0 - 3 | Barcelona     | Iberostar Estadi   | 26 de febrero | 20:00 | Gol T / C+ Liga                  |
| Deportivo de La Coruña | 0 - 0 | Real Madrid   | Riazor             | 26 de febrero | 22:00 | La Sexta / TM / TPA7 / TV3 / IB3 |
| Hércules               | 0 - 0 | Getafe        | José Rico Pérez    | 27 de febrero | 17:00 | Taquilla 7                       |
| Levante                | 2 - 1 | Osasuna       | Ciutat de València | 27 de febrero | 17:00 | Taquilla 8                       |
| Racing de Santander    | 2 - 2 | Villarreal    | El Sardinero       | 27 de febrero | 19:00 | Gol T / C+ Liga                  |
| Athletic Club          | 1 - 2 | Valencia      | San Mamés          | 27 de febrero | 21:00 | Canal+                           |
| Málaga                 | 3 - 1 | Almería       | La Rosaleda        | 28 de febrero | 21:00 | Gol T / Taquilla 8               |

| Espanyol      | 1 - 2 | Mallorca               | Cornellà-El Prat       | 1 de marzo | 20:00 | Gol T / Taquilla 8               |
| Sevilla       | 3 - 0 | Sporting de Gijón      | Ramón Sánchez Pizjuán  | 1 de marzo | 22:00 | Gol T / C+ Liga                  |
| Real Zaragoza | 2 - 1 | Athletic Club          | La Romareda            | 2 de marzo | 20:00 | Gol T / C+ Liga                  |
| Getafe        | 1 - 1 | Atlético de Madrid     | Coliseum Alfonso Pérez | 2 de marzo | 20:00 | Canal+                           |
| Villarreal    | 1 - 0 | Hércules               | El Madrigal            | 2 de marzo | 20:00 | Taquilla 6                       |
| Osasuna       | 0 - 0 | Deportivo de La Coruña | Reyno de Navarra       | 2 de marzo | 20:00 | Taquilla 7                       |
| Real Sociedad | 1 - 1 | Levante                | Anoeta                 | 2 de marzo | 20:00 | Taquilla 8                       |
| Valencia      | 0 - 1 | Barcelona              | Mestalla               | 2 de marzo | 22:00 | La Sexta / TV3 / IB3 / TM / TPA7 |
| Almería       | 1 - 1 | Racing de Santander    | Juegos Mediterráneos   | 3 de marzo | 20:00 | Taquilla 8                       |
| Real Madrid   | 7 - 0 | Málaga                 | Santiago Bernabéu      | 3 de marzo | 22:00 | Gol T / C+ Liga                  |

| Mallorca               | 1 - 2 | Valencia      | Iberostar Estadi   | 5 de marzo | 18:00 | Gol T / C+ Liga                  |
| Barcelona              | 1 - 0 | Real Zaragoza | Camp Nou           | 5 de marzo | 20:00 | Gol T / C+ Liga                  |
| Atlético de Madrid     | 3 - 1 | Villarreal    | Vicente Calderón   | 5 de marzo | 22:00 | La Sexta / TM / TV3 / IB3 / TPA7 |
| Sporting de Gijón      | 2 - 0 | Getafe        | El Molinón         | 6 de marzo | 17:00 | Taquilla 5                       |
| Hércules               | 1 - 2 | Almería       | José Rico Pérez    | 6 de marzo | 17:00 | Taquilla 6                       |
| Málaga                 | 0 - 1 | Osasuna       | La Rosaleda        | 6 de marzo | 17:00 | Taquilla 7                       |
| Levante                | 1 - 0 | Espanyol      | Ciutat de València | 6 de marzo | 17:00 | Taquilla 8                       |
| Athletic Club          | 2 - 0 | Sevilla       | San Mamés          | 6 de marzo | 19:00 | Gol T / C+ Liga                  |
| Racing de Santander    | 1 - 3 | Real Madrid   | El Sardinero       | 6 de marzo | 21:00 | Canal+                           |
| Deportivo de La Coruña | 2 - 1 | Real Sociedad | Riazor             | 7 de marzo | 21:00 | Gol T / Taquilla 8               |

| Almería       | 2 - 2 | Atlético de Madrid     | Juegos Mediterráneos   | 12 de marzo | 18:00 | Gol T / C+ Liga                  |
| Real Madrid   | 2 - 0 | Hércules               | Santiago Bernabéu      | 12 de marzo | 20:00 | Gol T / C+ Liga                  |
| Real Zaragoza | 4 - 0 | Valencia               | La Romareda            | 12 de marzo | 22:00 | La Sexta / TV3 / IB3 / TM / TPA7 |
| Osasuna       | 3 - 1 | Racing de Santander    | Reyno de Navarra       | 13 de marzo | 17:00 | Taquilla 5                       |
| Real Sociedad | 0 - 2 | Málaga                 | Anoeta                 | 13 de marzo | 17:00 | Taquilla 6                       |
| Espanyol      | 2 - 0 | Deportivo de La Coruña | Cornellà-El Prat       | 13 de marzo | 17:00 | Taquilla 7                       |
| Levante       | 1 - 1 | Mallorca               | Ciutat de València     | 13 de marzo | 17:00 | Taquilla 8                       |
| Villarreal    | 1 - 1 | Sporting de Gijón      | El Madrigal            | 13 de marzo | 19:00 | Gol T / C+ Liga                  |
| Sevilla       | 1 - 1 | Barcelona              | Ramón Sánchez Pizjuán  | 13 de marzo | 21:00 | Canal+                           |
| Getafe        | 2 - 2 | Athletic Club          | Coliseum Alfonso Pérez | 14 de marzo | 21:00 | Gol T / Taquilla 8               |

| Mallorca               | 1 - 0 | Real Zaragoza | Iberostar Estadi | 19 de marzo | 18:00 | Gol T / C+ Liga                  |
| Barcelona              | 2 - 1 | Getafe        | Camp Nou         | 19 de marzo | 20:00 | Gol T / C+ Liga                  |
| Atlético de Madrid     | 1 - 2 | Real Madrid   | Vicente Calderón | 19 de marzo | 22:00 | La Sexta / TM / TPA7 / TV3 / IB3 |
| Sporting de Gijón      | 1 - 0 | Almería       | El Molinón       | 20 de marzo | 17:00 | Taquilla 4                       |
| Hércules               | 0 - 4 | Osasuna       | José Rico Pérez  | 20 de marzo | 17:00 | Taquilla 5                       |
| Racing de Santander    | 2 - 1 | Real Sociedad | El Sardinero     | 20 de marzo | 17:00 | Gol T / Taquilla 6               |
| Málaga                 | 2 - 0 | Espanyol      | La Rosaleda      | 20 de marzo | 17:00 | Taquilla 7                       |
| Deportivo de La Coruña | 0 - 1 | Levante       | Riazor           | 20 de marzo | 17:00 | Taquilla 8                       |
| Athletic Club          | 0 - 1 | Villarreal    | San Mamés        | 20 de marzo | 19:00 | Gol T / C+ Liga                  |
| Valencia               | 0 - 1 | Sevilla       | Mestalla         | 20 de marzo | 21:00 | Canal+                           |

| Real Madrid            | 0 - 1 | Sporting de Gijón   | Santiago Bernabéu      | 2 de abril | 18:00 | Gol T / C+ Liga                  |
| Getafe                 | 2 - 4 | Valencia            | Coliseum Alfonso Pérez | 2 de abril | 20:00 | Gol T / C+ Liga                  |
| Villarreal             | 0 - 1 | Barcelona           | El Madrigal            | 2 de abril | 22:00 | La Sexta / TV3 / IB3 / TM / TPA7 |
| Real Sociedad          | 1 - 3 | Hércules            | Anoeta                 | 3 de abril | 17:00 | Taquilla 5                       |
| Espanyol               | 1 - 2 | Racing de Santander | Cornellà-El Prat       | 3 de abril | 17:00 | Taquilla 6                       |
| Levante                | 3 - 1 | Málaga              | Ciutat de València     | 3 de abril | 17:00 | Taquilla 7                       |
| Deportivo de La Coruña | 2 - 1 | Mallorca            | Riazor                 | 3 de abril | 17:00 | Taquilla 8                       |
| Sevilla                | 3 - 1 | Real Zaragoza       | Ramón Sánchez Pizjuán  | 3 de abril | 19:00 | Gol T / C+ Liga                  |
| Osasuna                | 2 - 3 | Atlético de Madrid  | Reyno de Navarra       | 3 de abril | 21:00 | Canal+                           |
| Almería                | 1 - 3 | Athletic Club       | Juegos Mediterráneos   | 4 de abril | 21:00 | Gol T / Taquilla 8               |

| Athletic Club       | 0 - 3 | Real Madrid            | San Mamés        | 9 de abril  | 18:00 | Gol T / C+ Liga                  |
| Barcelona           | 3 - 1 | Almería                | Camp Nou         | 9 de abril  | 20:00 | Gol T / C+ Liga                  |
| Mallorca            | 2 - 2 | Sevilla                | Iberostar Estadi | 9 de abril  | 22:00 | La Sexta / IB3 / TM / TV3 / TPA7 |
| Sporting de Gijón   | 1 - 0 | Osasuna                | El Molinón       | 10 de abril | 17:00 | Taquilla 5                       |
| Hércules            | 0 - 0 | Espanyol               | José Rico Pérez  | 10 de abril | 17:00 | Taquilla 6                       |
| Racing de Santander | 1 - 1 | Levante                | El Sardinero     | 10 de abril | 17:00 | Taquilla 7                       |
| Málaga              | 0 - 0 | Deportivo de La Coruña | La Rosaleda      | 10 de abril | 17:00 | Taquilla 8                       |
| Atlético de Madrid  | 3 - 0 | Real Sociedad          | Vicente Calderón | 10 de abril | 19:00 | Gol T / C+ Liga                  |
| Valencia            | 5 - 0 | Villarreal             | Mestalla         | 10 de abril | 21:00 | Canal+                           |
| Real Zaragoza       | 2 - 1 | Getafe                 | La Romareda      | 11 de abril | 21:00 | Gol T / Taquilla 8               |

| Getafe                 | 1 - 0 | Sevilla             | Coliseum Alfonso Pérez | 16 de abril | 18:00 | Gol T / C+ Liga                  |
| Málaga                 | 3 - 0 | Mallorca            | La Rosaleda            | 16 de abril | 18:00 | Taquilla 8                       |
| Almería                | 0 - 3 | Valencia            | Juegos Mediterráneos   | 16 de abril | 20:00 | Gol T / C+ Liga                  |
| Real Madrid            | 1 - 1 | Barcelona           | Santiago Bernabéu      | 16 de abril | 22:00 | La Sexta / TM / TV3 / TPA7 / IB3 |
| Real Sociedad          | 2 - 1 | Sporting de Gijón   | Anoeta                 | 17 de abril | 17:00 | Taquilla 6                       |
| Levante                | 2 - 1 | Hércules            | Ciutat de València     | 17 de abril | 17:00 | Taquilla 7                       |
| Deportivo de La Coruña | 2 - 0 | Racing de Santander | Riazor                 | 17 de abril | 17:00 | Taquilla 8                       |
| Osasuna                | 1 - 2 | Athletic Club       | Reyno de Navarra       | 17 de abril | 19:00 | Gol T / C+ Liga                  |
| Espanyol               | 2 - 2 | Atlético de Madrid  | Cornellà-El Prat       | 17 de abril | 21:00 | Canal+                           |
| Villarreal             | 1 - 0 | Real Zaragoza       | El Madrigal            | 18 de abril | 21:00 | Gol T / Taquilla 8               |

| Valencia            | 3 - 6 | Real Madrid            | Mestalla              | 23 de abril | 18:00 | Gol T / C+ Liga                  |
| Barcelona           | 2 - 0 | Osasuna                | Camp Nou              | 23 de abril | 20:00 | Gol T / C+ Liga                  |
| Athletic Club       | 2 - 1 | Real Sociedad          | San Mamés             | 23 de abril | 22:00 | La Sexta / TM / TV3 / TPA7 / IB3 |
| Mallorca            | 2 - 0 | Getafe                 | Iberostar Estadi      | 24 de abril | 17:00 | Taquilla 5                       |
| Sporting de Gijón   | 1 - 0 | Espanyol               | El Molinón            | 24 de abril | 17:00 | Taquilla 6                       |
| Hércules            | 1 - 0 | Deportivo de La Coruña | José Rico Pérez       | 24 de abril | 17:00 | Taquilla 7                       |
| Racing de Santander | 1 - 2 | Málaga                 | El Sardinero          | 24 de abril | 17:00 | Taquilla 8                       |
| Atlético de Madrid  | 4 - 1 | Levante                | Vicente Calderón      | 24 de abril | 19:00 | Gol T / C+ Liga                  |
| Sevilla             | 3 - 2 | Villarreal             | Ramón Sánchez Pizjuán | 24 de abril | 21:00 | Canal+                           |
| Real Zaragoza       | 1 - 0 | Almería                | La Romareda           | 25 de abril | 21:00 | Gol T / Taquilla 8               |

| Real Madrid            | 2 - 3 | Real Zaragoza      | Santiago Bernabéu    | 30 de abril | 18:00 | Gol T / C+ Liga                  |
| Real Sociedad          | 2 - 1 | Barcelona          | Anoeta               | 30 de abril | 20:00 | Gol T / C+ Liga                  |
| Deportivo de La Coruña | 0 - 1 | Atlético de Madrid | Riazor               | 30 de abril | 22:00 | La Sexta / TM / TV3 / TPA7 / IB3 |
| Almería                | 0 - 1 | Sevilla            | Juegos Mediterráneos | 1 de mayo   | 17:00 | Taquilla 5                       |
| Levante                | 0 - 0 | Sporting de Gijón  | Ciutat de València   | 1 de mayo   | 17:00 | Taquilla 6                       |
| Málaga                 | 3 - 1 | Hércules           | La Rosaleda          | 1 de mayo   | 17:00 | Taquilla 7                       |
| Racing de Santander    | 2 - 0 | Mallorca           | El Sardinero         | 1 de mayo   | 17:00 | Taquilla 8                       |
| Villarreal             | 2 - 1 | Getafe             | El Madrigal          | 1 de mayo   | 19:00 | Gol T / C+ Liga                  |
| Osasuna                | 1 - 0 | Valencia           | Reyno de Navarra     | 1 de mayo   | 21:00 | Canal+                           |
| Espanyol               | 2 - 1 | Athletic Club      | Cornellà-El Prat     | 2 de mayo   | 21:00 | Gol T / Taquilla 8               |

| Getafe             | 2 - 0 | Almería                | Coliseum Alfonso Pérez | 7 de mayo | 18:00 | Taquilla 5                       |
| Valencia           | 3 - 0 | Real Sociedad          | Mestalla               | 7 de mayo | 18:00 | Gol T / C+ Liga                  |
| Athletic Club      | 3 - 2 | Levante                | San Mamés              | 7 de mayo | 18:00 | Taquilla 6                       |
| Sporting de Gijón  | 2 - 2 | Deportivo de La Coruña | El Molinón             | 7 de mayo | 18:00 | Taquilla 7                       |
| Hércules           | 2 - 3 | Racing de Santander    | José Rico Pérez        | 7 de mayo | 18:00 | Taquilla 8                       |
| Atlético de Madrid | 0 - 3 | Málaga                 | Vicente Calderón       | 7 de mayo | 20:00 | Gol T / C+ Liga                  |
| Sevilla            | 2 - 6 | Real Madrid            | Ramón Sánchez Pizjuán  | 7 de mayo | 22:00 | La Sexta / TM / TPA7 / IB3 / TV3 |
| Mallorca           | 0 - 0 | Villarreal             | Iberostar Estadi       | 8 de mayo | 12:00 | Gol T / Taquilla 8               |
| Barcelona          | 2 - 0 | Espanyol               | Camp Nou               | 8 de mayo | 19:00 | Gol T / C+ Liga                  |
| Real Zaragoza      | 1 - 3 | Osasuna                | La Romareda            | 8 de mayo | 21:00 | Canal+                           |

| Deportivo de La Coruña | 2 - 1 | Athletic Club      | Riazor               | 10 de mayo | 20:00 | Gol T / C+ Liga            |
| Málaga                 | 2 - 0 | Sporting de Gijón  | La Rosaleda          | 10 de mayo | 21:00 | Taquilla 7                 |
| Racing de Santander    | 2 - 1 | Atlético de Madrid | El Sardinero         | 10 de mayo | 21:00 | Taquilla 8                 |
| Real Madrid            | 4 - 0 | Getafe             | Santiago Bernabéu    | 10 de mayo | 22:00 | Gol T / C+ Liga            |
| Almería                | 0 - 0 | Villarreal         | Juegos Mediterráneos | 11 de mayo | 20:00 | Taquilla 6                 |
| Real Sociedad          | 2 - 1 | Real Zaragoza      | Anoeta               | 11 de mayo | 20:00 | Gol T / C+ Liga            |
| Levante                | 1 - 1 | Barcelona (C)      | Ciutat de València   | 11 de mayo | 20:00 | Canal+                     |
| Espanyol               | 2 - 2 | Valencia           | Cornellà-El Prat     | 11 de mayo | 21:00 | Taquilla 7                 |
| Hércules               | 2 - 2 | Mallorca           | José Rico Pérez      | 11 de mayo | 21:00 | Taquilla 8                 |
| Osasuna                | 3 - 2 | Sevilla            | Reyno de Navarra     | 11 de mayo | 22:00 | La Sexta / TM / TPA7 / IB3 |

| Almería            | 3 - 1 | Mallorca               | Juegos Mediterráneos   | 15 de mayo | 21:00 | Taquilla 4                     |
| Villarreal         | 1 - 3 | Real Madrid            | El Madrigal            | 15 de mayo | 21:00 | Gol T / C+ Liga                |
| Getafe             | 2 - 0 | Osasuna                | Coliseum Alfonso Pérez | 15 de mayo | 21:00 | La Sexta / TM / TPA7 / Esport3 |
| Sevilla            | 3 - 1 | Real Sociedad          | Ramón Sánchez Pizjuán  | 15 de mayo | 21:00 | Taquilla 6                     |
| Real Zaragoza      | 1 - 0 | Espanyol               | La Romareda            | 15 de mayo | 21:00 | Taquilla 7                     |
| Valencia           | 0 - 0 | Levante                | Mestalla               | 15 de mayo | 21:00 | Multideporte 5                 |
| Barcelona          | 0 - 0 | Deportivo de La Coruña | Camp Nou               | 15 de mayo | 21:00 | Canal+                         |
| Athletic Club      | 1 - 1 | Málaga                 | San Mamés              | 15 de mayo | 21:00 | Taquilla 5                     |
| Sporting de Gijón  | 2 - 1 | Racing de Santander    | El Molinón             | 15 de mayo | 21:00 | Taquilla 8                     |
| Atlético de Madrid | 2 - 1 | Hércules               | Vicente Calderón       | 15 de mayo | 21:00 | Multideporte 7                 |

| Málaga                 | 1 - 3 | Barcelona          | La Rosaleda        | 21 de mayo | 18:00 | Gol T / C+ Liga                  |
| Real Madrid            | 8 - 1 | Almería            | Santiago Bernabéu  | 21 de mayo | 20:00 | Canal+                           |
| Hércules               | 0 - 0 | Sporting de Gijón  | José Rico Pérez    | 21 de mayo | 20:00 | Gol T / C+ Liga                  |
| Osasuna                | 1 - 0 | Villarreal         | Reyno de Navarra   | 21 de mayo | 22:00 | Taquilla 4                       |
| Real Sociedad          | 1 - 1 | Getafe             | Anoeta             | 21 de mayo | 22:00 | La Sexta / TM / TPA7 / IB3 / TV3 |
| Espanyol               | 2 - 3 | Sevilla            | Cornellà-El Prat   | 21 de mayo | 22:00 | Taquilla 5                       |
| Levante                | 1 - 2 | Real Zaragoza      | Ciutat de València | 21 de mayo | 22:00 | Taquilla 6                       |
| Deportivo de La Coruña | 0 - 2 | Valencia           | Riazor             | 21 de mayo | 22:00 | Gol T / C+ Liga                  |
| Racing de Santander    | 1 - 2 | Athletic Club      | El Sardinero       | 21 de mayo | 22:00 | Taquilla 8                       |
| Mallorca               | 3 - 4 | Atlético de Madrid | Iberostar Estadi   | 21 de mayo | 22:00 | Taquilla 7                       |

### Tabla de resultados cruzados
| Local \ Visitante         | ALM | ATH | ATM | BAR | DEP | ESP | GET | HER | LEV | MAL | MLL | OSA | RAC | RMA | RSO | SEV | SPO | VAL | VIL | ZAR |
| ------------------------- | --- | --- | --- | --- | --- | --- | --- | --- | --- | --- | --- | --- | --- | --- | --- | --- | --- | --- | --- | --- |
| U. D. Almería             | —   | 1–3 | 2–2 | 0–8 | 1–1 | 3–2 | 2–3 | 1–1 | 0–1 | 1–1 | 3–1 | 3–2 | 1–1 | 1–1 | 2–2 | 0–1 | 1–1 | 0–3 | 0–0 | 1–1 |
| Athletic Club             | 1–0 | —   | 1–2 | 1–3 | 1–2 | 2–1 | 3–0 | 3–0 | 3–2 | 1–1 | 3–0 | 1–0 | 2–1 | 0–3 | 2–1 | 2–0 | 3–0 | 1–2 | 0–1 | 2–1 |
| Atlético de Madrid        | 1–1 | 0–2 | —   | 1–2 | 2–0 | 2–3 | 2–0 | 2–1 | 4–1 | 0–3 | 3–0 | 3–0 | 0–0 | 1–2 | 3–0 | 2–2 | 4–0 | 1–2 | 3–1 | 1–0 |
| F. C. Barcelona           | 3–1 | 2–1 | 3–0 | —   | 0–0 | 2–0 | 2–1 | 0–2 | 2–1 | 4–1 | 1–1 | 2–0 | 3–0 | 5–0 | 5–0 | 5–0 | 1–0 | 2–1 | 3–1 | 1–0 |
| R. C. Deportivo La Coruña | 0–2 | 2–1 | 0–1 | 0–4 | —   | 3–0 | 2–2 | 1–0 | 0–1 | 3–0 | 2–1 | 0–0 | 2–0 | 0–0 | 2–1 | 3–3 | 1–1 | 0–2 | 1–0 | 0–0 |
| R. C. D. Espanyol         | 1–0 | 2–1 | 2–2 | 1–5 | 2–0 | —   | 3–1 | 3–0 | 2–1 | 1–0 | 1–2 | 1–0 | 1–2 | 0–1 | 4–1 | 2–3 | 1–0 | 2–2 | 0–1 | 4–0 |
| Getafe C. F.              | 2–0 | 2–2 | 1–1 | 1–3 | 4–1 | 1–3 | —   | 3–0 | 4–1 | 0–2 | 3–0 | 2–0 | 0–1 | 2–3 | 0–4 | 1–0 | 3–0 | 2–4 | 1–0 | 1–1 |
| Hércules C. F.            | 1–2 | 0–1 | 4–1 | 0–3 | 1–0 | 0–0 | 0–0 | —   | 3–1 | 4–1 | 2–2 | 0–4 | 2–3 | 1–3 | 2–1 | 2–0 | 0–0 | 1–2 | 2–2 | 2–1 |
| Levante U. D.             | 1–0 | 1–2 | 2–0 | 1–1 | 1–2 | 1–0 | 2–0 | 2–1 | —   | 3–1 | 1–1 | 2–1 | 3–1 | 0–0 | 2–1 | 1–4 | 0–0 | 0–1 | 1–2 | 1–2 |
| Málaga C. F.              | 3–1 | 1–1 | 0–3 | 1–3 | 0–0 | 2–0 | 2–2 | 3–1 | 1–0 | —   | 3–0 | 0–1 | 4–1 | 1–4 | 1–2 | 1–2 | 2–0 | 1–3 | 2–3 | 1–2 |
| R. C. D. Mallorca         | 4–1 | 1–0 | 3–4 | 0–3 | 0–0 | 0–1 | 2–0 | 3–0 | 2–1 | 2–0 | —   | 2–0 | 0–1 | 0–0 | 2–0 | 2–2 | 0–4 | 1–2 | 0–0 | 1–0 |
| C. A. Osasuna             | 0–0 | 1–2 | 2–3 | 0–3 | 0–0 | 4–0 | 0–0 | 3–0 | 1–1 | 3–0 | 1–1 | —   | 3–1 | 1–0 | 3–1 | 3–2 | 1–0 | 1–0 | 1–0 | 0–0 |
| Racing de Santander       | 1–0 | 1–2 | 2–1 | 0–3 | 1–0 | 0–0 | 0–1 | 0–0 | 1–1 | 1–2 | 2–0 | 4–1 | —   | 1–3 | 2–1 | 3–2 | 1–1 | 1–1 | 2–2 | 2–0 |
| Real Madrid C. F.         | 8–1 | 5–1 | 2–0 | 1–1 | 6–1 | 3–0 | 4–0 | 2–0 | 2–0 | 7–0 | 1–0 | 1–0 | 6–1 | —   | 4–1 | 1–0 | 0–1 | 2–0 | 4–2 | 2–3 |
| Real Sociedad             | 2–0 | 2–0 | 2–4 | 2–1 | 3–0 | 1–0 | 1–1 | 1–3 | 1–1 | 0–2 | 1–0 | 1–0 | 1–0 | 1–2 | —   | 2–3 | 2–1 | 1–2 | 1–0 | 2–1 |
| Sevilla F. C.             | 1–3 | 4–3 | 3–1 | 1–1 | 0–0 | 1–2 | 1–3 | 1–0 | 4–1 | 0–0 | 1–2 | 1–0 | 1–1 | 2–6 | 3–1 | —   | 3–0 | 2–0 | 3–2 | 3–1 |
| Sporting de Gijón         | 1–0 | 2–2 | 1–0 | 1–1 | 2–2 | 1–0 | 2–0 | 2–0 | 1–1 | 1–2 | 2–0 | 1–0 | 2–1 | 0–1 | 1–3 | 2–0 | —   | 0–2 | 1–1 | 0–0 |
| Valencia C. F.            | 2–1 | 2–1 | 1–1 | 0–1 | 2–0 | 2–1 | 2–0 | 2–0 | 0–0 | 4–3 | 1–2 | 3–3 | 1–0 | 3–6 | 3–0 | 0–1 | 0–0 | —   | 5–0 | 1–1 |
| Villarreal C. F.          | 2–0 | 4–1 | 2–0 | 0–1 | 1–0 | 4–0 | 2–1 | 1–0 | 0–1 | 1–1 | 3–1 | 4–2 | 2–0 | 1–3 | 2–1 | 1–0 | 1–1 | 1–1 | —   | 1–0 |
| Real Zaragoza             | 1–0 | 2–1 | 0–1 | 0–2 | 1–0 | 1–0 | 2–1 | 0–0 | 1–0 | 3–5 | 3–2 | 1–3 | 1–1 | 1–3 | 2–1 | 1–2 | 2–2 | 4–0 | 0–3 | —   |

## Estadísticas

### Máximos goleadores

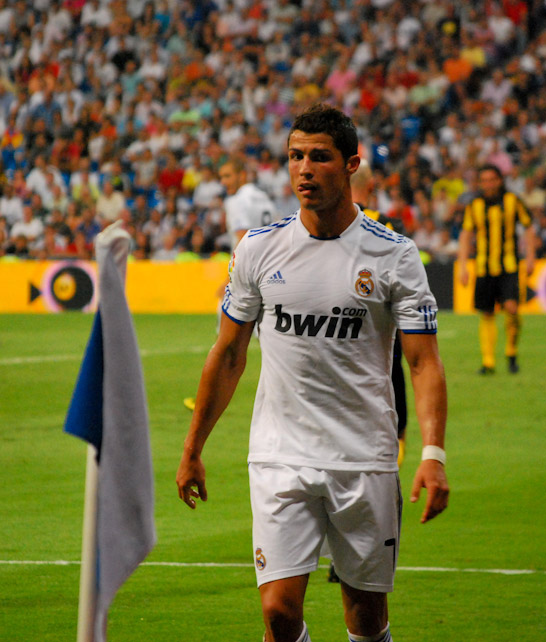
Cristiano Ronaldo consiguió su primer Pichichi con 40 goles superando así el récord de Telmo Zarra y Hugo Sánchez.

A continuación se detalla una lista con los máximos goleadores de Primera División.
| Pos. | Jugador              | Equipo             | Goles |
| ---- | -------------------- | ------------------ | ----- |
| 1°   | Cristiano Ronaldo    | Real Madrid        | 40    |
| 2°   | Lionel Messi         | Barcelona          | 31    |
| 3°   | Álvaro Negredo       | Sevilla            | 20    |
| 3°   | Sergio Agüero        | Atlético de Madrid | 20    |
| 5°   | David Villa          | Barcelona          | 18    |
| 5°   | Giuseppe Rossi       | Villarreal         | 18    |
| 5°   | Fernando Llorente    | Athletic Club      | 18    |
| 5°   | Roberto Soldado      | Valencia           | 18    |
| 9°   | Karim Benzema        | Real Madrid        | 15    |
| 10°  | Salomón Rondón       | Málaga             | 14    |
| 11°  | Felipe Caicedo       | Levante            | 13    |
| 11°  | Pedro Rodríguez      | Barcelona          | 13    |
| 11°  | Pablo Daniel Osvaldo | Espanyol           | 13    |
| 14°  | David Trezeguet      | Hércules           | 12    |
| 15°  | Nilmar               | Villarreal         | 11    |

### Máximos asistentes

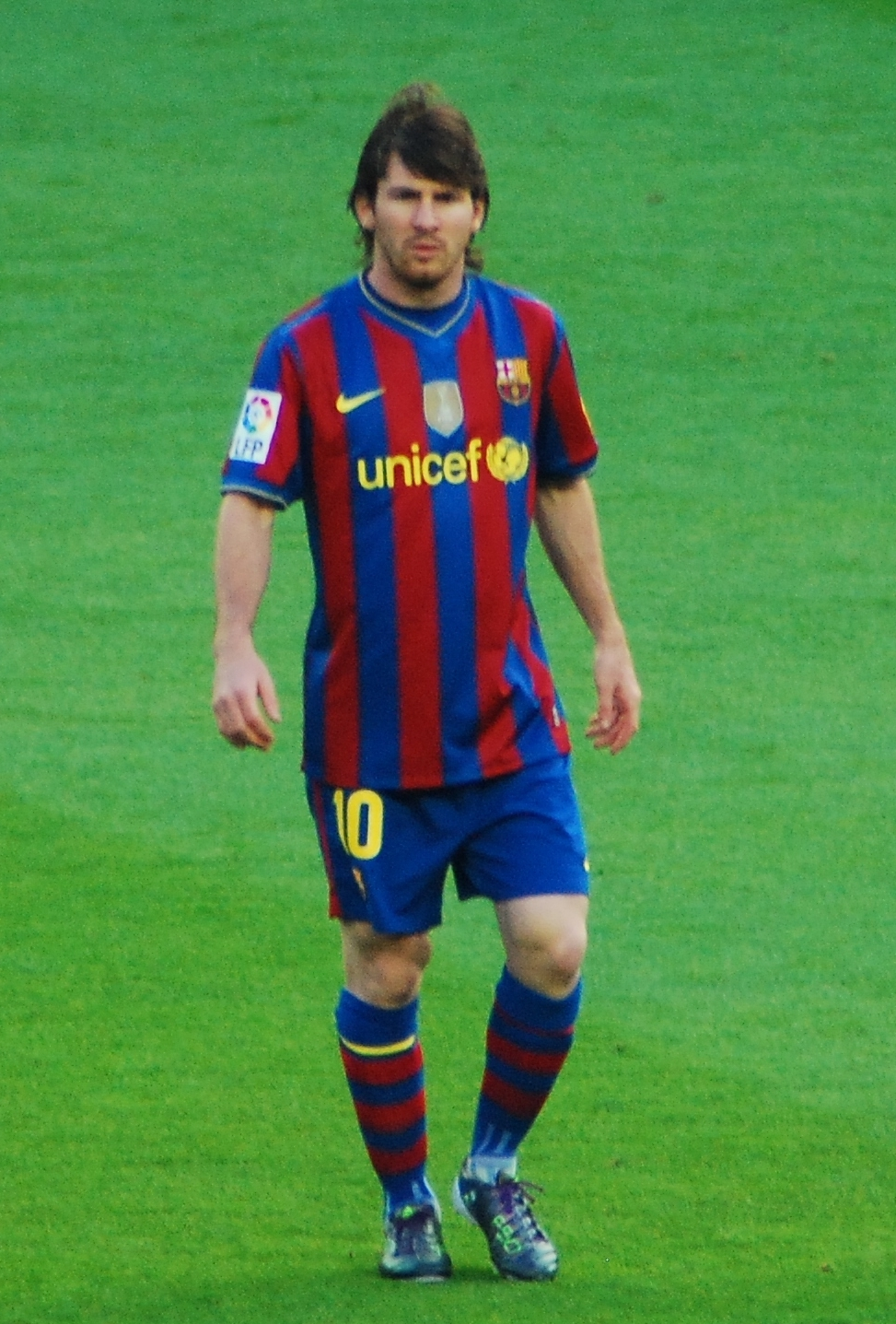
Lionel Messi fue el máximo asistente de la Liga, con 18 asistencias.

| Pos. | Jugador            | Club            | Asistencias |
| ---- | ------------------ | --------------- | ----------- |
| 1º   | Lionel Messi       | Barcelona       | 18          |
| 2º   | Mesut Özil         | Real Madrid     | 17          |
| 3°   | Daniel Alves       | Barcelona       | 15          |
| 4º   | Xabi Prieto        | Real Sociedad   | 13          |
| 5º   | Juan Mata          | Valencia        | 12          |
| 6º   | Ángel Di María     | Real Madrid     | 11          |
| 7º   | Santi Cazorla      | Villarreal      | 10          |
| 7º   | Cristiano Ronaldo  | Real Madrid     | 10          |
| 9º   | Borja Valero       | Villarreal      | 8           |
| 9º   | Valdo              | Levante         | 8           |
| 11º  | Jaime Gavilán      | Getafe          | 7           |
| 11º  | José Callejón      | Espanyol        | 7           |
| 11º  | Pedro Rodríguez    | Barcelona       | 7           |
| 11º  | Eliseu             | Málaga          | 7           |
| 11º  | Xavi Hernández     | Barcelona       | 7           |
| 11º  | Andoni Iraola      | Athletic Club   | 7           |
| 11º  | José Antonio Reyes | Atlético Madrid | 7           |
| 11º  | Joan Verdú         | Espanyol        | 7           |
| 11º  | Joaquín            | Valencia        | 7           |

- Fuente: ESPN Soccernet Archivado el 26 de octubre de 2010 en Wayback Machine.
- Última actualización: 21 de mayo de 2011

### Clasificación Juego Limpio (Fair-Play)

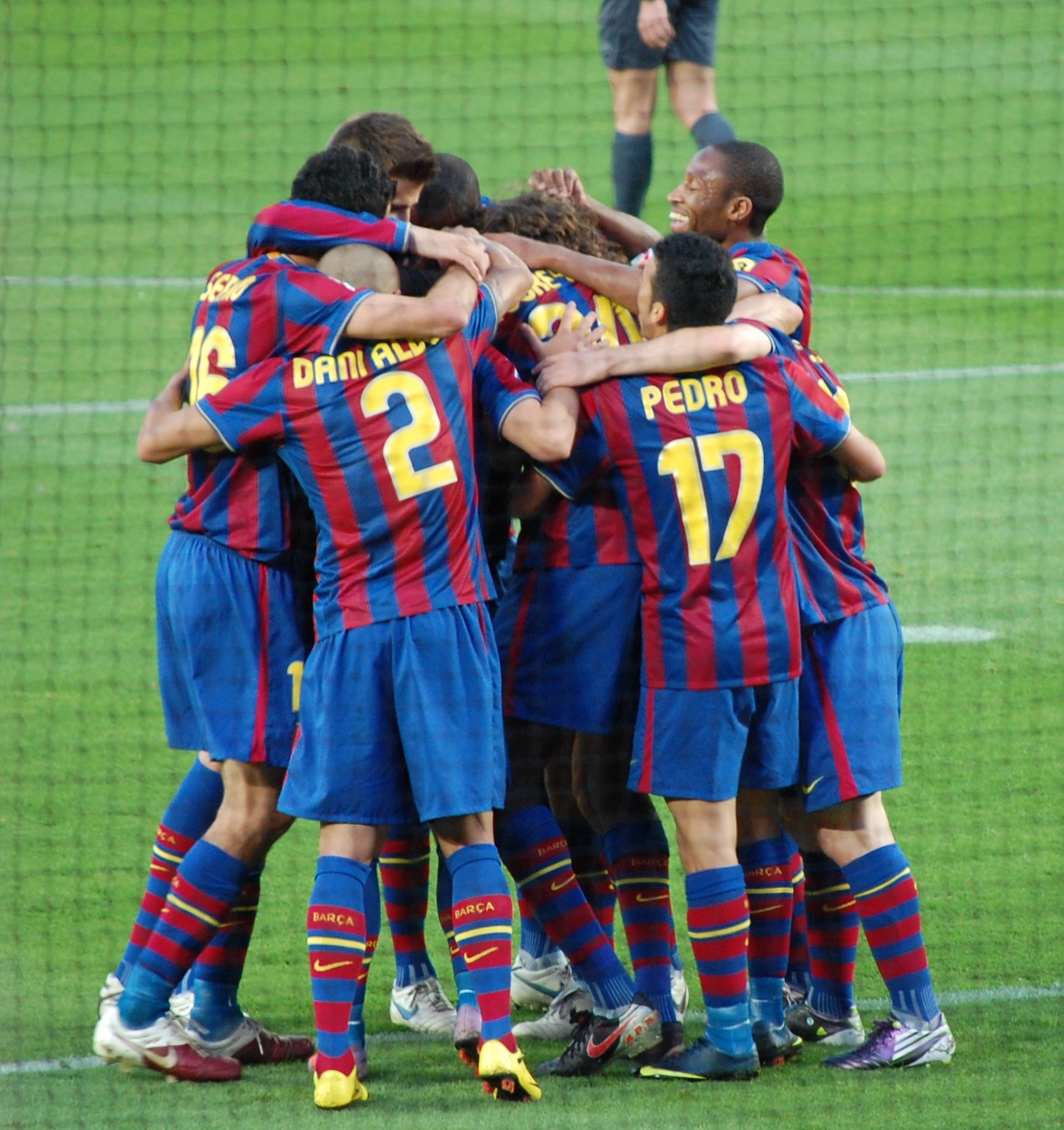
El F. C. Barcelona consiguió el premio al Juego Limpio (Fair-Play).

| Pos | Equipo      | Partidos | Tarjeta amarilla | Segunda tarjeta amarilla y expulsión · Segunda tarjeta amarilla y expulsión | Tarjeta roja directa | Partidos de suspensión (Jugador, solo si +3) | Partidos de suspensión (Cuerpo técnico o directiva) | Incidentes del público |   | Puntos |
| --- | ----------- | -------- | ---------------- | --------------------------------------------------------------------------- | -------------------- | -------------------------------------------- | --------------------------------------------------- | ---------------------- | - | ------ |
| 1   | Barcelona   | 38       | 95               | 1                                                                           | 1                    | –                                            | –                                                   | –                      | – | 100    |
| 2   | Mallorca    | 38       | 90               | 1                                                                           | 3                    | –                                            | –                                                   | –                      | – | 101    |
| 3   | Racing      | 38       | 87               | 2                                                                           | 4                    | –                                            | 138                                                 | –                      | – | 103    |
| 4   | Hércules    | 38       | 94               | 3                                                                           | 3                    | –                                            | –                                                   | –                      | – | 109    |
| 5   | R. Sociedad | 38       | 81               | 0                                                                           | 0                    | –                                            | 29, 37                                              | 4 leves3, 14, 23, 36   | – | 111    |
| 6   | Deportivo   | 38       | 96               | 4                                                                           | 1                    | –                                            | –                                                   | 1 leve21               | – | 112    |
| 7   | R. Madrid   | 38       | 94               | 4                                                                           | 3                    | –                                            | 15                                                  | –                      | – | 116    |
| 8   | Villarreal  | 38       | 95               | 3                                                                           | 2                    | –                                            | 225                                                 | –                      | – | 117    |
| 9   | Almería     | 38       | 99               | 1                                                                           | 3                    | –                                            | 325, 29, 35                                         | –                      | – | 125    |
| 9   | Athletic    | 38       | 105              | 3                                                                           | 3                    | –                                            | –                                                   | 1 leve11               | – | 125    |
| 11  | Getafe      | 38       | 111              | 4                                                                           | 4                    | –                                            | –                                                   | –                      | – | 132    |
| 12  | Sporting    | 38       | 110              | 2                                                                           | 3                    | –                                            | 227, 35                                             | –                      | – | 133    |
| 13  | At. Madrid  | 38       | 104              | 0                                                                           | 5                    | –                                            | 38, 13                                              | –                      | – | 134    |
| 14  | Espanyol    | 38       | 119              | 2                                                                           | 3                    | –                                            | –                                                   | 1 leve36               | – | 137    |
| 15  | Málaga      | 38       | 104              | 3                                                                           | 3                    | –                                            | 120                                                 | 3 leves18, 25, 38      | – | 139    |
| 16  | Osasuna     | 38       | 112              | 4                                                                           | 2                    | –                                            | –                                                   | 3 leves21, 36, 38      | – | 141    |
| 17  | Sevilla     | 38       | 102              | 3                                                                           | 3                    | –                                            | 216, 28                                             | 4 leves4, 6, 33, 38    | – | 147    |
| 18  | Levante     | 38       | 125              | 0                                                                           | 3                    | –                                            | 236, 37                                             | 1 leve38               | – | 149    |
| 18  | Valencia    | 38       | 130              | 4                                                                           | 2                    | –                                            | 125                                                 | –                      | – | 149    |
| 20  | Zaragoza    | 38       | 125              | 3                                                                           | 4                    | –                                            | 18                                                  | 1 leve31               | – | 153    |

Fuentes: RFEF Actas arbitrales (enlace roto disponible en Internet Archive; véase el historial, la primera versión y la última)., Resoluciones del Comité de Competición, Resoluciones del Comité de Apelación, Noticias en Marca del CEDD, Directorio del web de la RFEF sobre clasificaciones del Juego Limpio y Código Disciplinario de la RFEF
Nota importante: Esta tabla no es un recuento de las tarjetas y sanciones de los partidos, se tenien en cuenta también aquellas que se han retirado o impuesto por los cuerpos competentes para ello (Comité de Competición, Comité de Apelación y Comité Español de Disciplina Deportiva (CEDD))

Leyenda
| Icono | Término                                             | Puntuación                                              | Descripción |
| --- | --------------------------------------------------- | ------------------------------------------------------- | --- |
| | Tarjeta amarilla                                    | 1 punto/tarjeta amarilla                                | |
| | Segunda tarjeta amarilla y expulsión                | 2 puntos/segunda tarjeta amarilla                       | Si un jugador ve la segunda amarilla, esta cuenta 2 puntos |
| | Tarjeta roja                                        | 3 puntos/roja directa                                   | |
| También contabilizan amonestaciones post-partido y a no jugadores |                                                     |                                                         | |
| | Partidos de suspensión (Jugadores)                  | Tantos puntos como partidos de suspensión               | Cuando un jugador está castigado con no jugar los siguientes x partidos, solo contabiliza cuando la pena es mayor a 3 partidos                                               |
| | Partidos de suspensión (Cuerpo técnico o directiva) | 5 puntos/partido de suspensión                          | Cuando alguien del club (normalmente cuerpo técnico) está castigado con no asistir los siguientes x partidos. Si previamente fue amonestado no cuentan dichas amonestaciones |
| | Incidentes del público                              | 5 puntos (leve), 6 puntos (grave), 7 puntos (muy grave) | Cuando el público realiza algún altercado como explosiones, bengalas, lanzamiento de objetos al campo, cánticos racistas... etc.                                             |
| | Cierre del estadio                                  | 10 puntos/partido con el estadio clausurado             | Cuando los incidentes en el estadio fueron tan graves que se castigó con el cierre del estadio                                                                               |
| El número en superíndice es la jornada correspondiente a la sanción. Si hubo sanciones a diferentes personas en una misma jornada, el número es repetido tantas veces como personas diferentes se les impuso una sanción |                                                     |                                                         | |

### Récords
- Total goles marcados: 1.042 en 380 partidos (promedio: 2,74 goles por partido)
- Equipo con más penaltis a favor:  Real Madrid, 12
- Equipo con más penaltis en contra: Málaga CF, 11
- Más goles en un partido: 9 goles
  - Real Madrid 8 - UD Almería 1
  - Valencia CF 3 - Real Madrid 6
- Mayor goleada local: 7 goles
  - Real Madrid 8 - UD Almería 1
- Mayor goleada visitante: 8 goles
  - UD Almería 0 - F. C. Barcelona 8
- Jugador con más goles en un partido: 4
  - Lionel Messi en el Barcelona - Valencia
  - Cristiano Ronaldo en el Real Madrid - Racing de Santander
  - Soldado en el Getafe CF - Valencia CF
  - Cristiano Ronaldo en el Sevilla FC - Real Madrid
- Jugador con más asistencias de gol: Messi (F. C. Barcelona), 19 asistencias.
- Jugador con más minutos de juego: De Gea (Atlético de Madrid), 3.594 minutos.
- Jugador con más tarjetas amarillas: Carlos Gurpegui (Athletic Club) y Patxi Puñal (CA Osasuna), 16 amonestaciones.
- Jugador con más tarjetas rojas: Leonardo Ponzio y Ander Herrera (Real Zaragoza), Eliseu (Málaga CF), Carvalho (Real Madrid) y Matías Fritzler (Hércules CF) 2 expulsiones.

## Premios

### Trofeo Pichichi

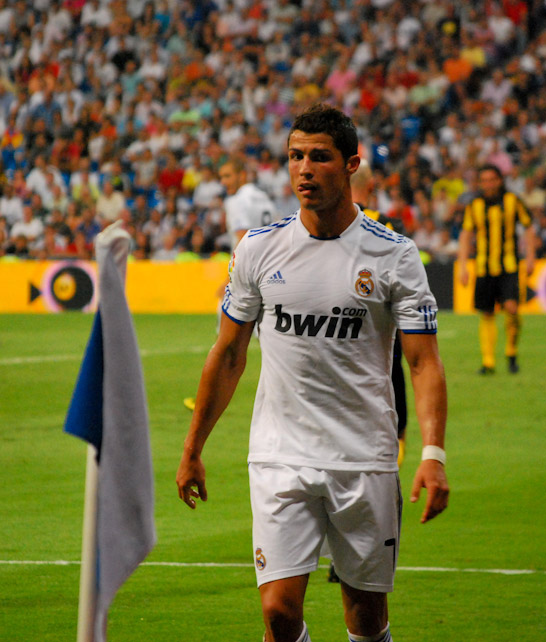
Cristiano Ronaldo gana su primer Trofeo Pichichi de la Liga, con 41 goles.

El Trofeo Pichichi es el premio otorgado anualmente por el diario deportivo Marca al máximo goleador de la Primera División de la Liga española de fútbol. Cabe señalar que los goles de este trofeo no se contabilizan según las actas arbitrales, sino según el criterio del diario Marca, por lo que pueden no coincidir con la cifra de goles contabilizada por la LFP.
| Pos. | Jugador           | Equipo             | Goles |
| ---- | ----------------- | ------------------ | ----- |
| 1°   | Cristiano Ronaldo | Real Madrid        | 41    |
| 2°   | Lionel Messi      | Barcelona          | 31    |
| 3°   | Álvaro Negredo    | Sevilla            | 20    |
| 3°   | Sergio Agüero     | Atlético de Madrid | 20    |
| 5°   | David Villa       | Barcelona          | 18    |
| 5°   | Giuseppe Rossi    | Villarreal         | 18    |
| 5°   | Fernando Llorente | Athletic Club      | 18    |
| 5°   | Roberto Soldado   | Valencia           | 18    |

### Trofeo Zarra

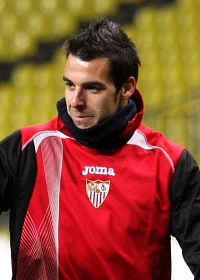
Álvaro Negredo le quitó el Trofeo Zarra a David Villa en la última jornada.

El Trofeo Zarra es un premio otorgado por el diario deportivo Marca al máximo goleador español de la temporada. Al igual que el Trofeo Pichichi, no tiene en cuenta las actas arbitrales, sino las apreciaciones propias del diario Marca.
| Pos. | Jugador           | Equipo        | Goles |
| ---- | ----------------- | ------------- | ----- |
| 1º   | Álvaro Negredo    | Sevilla       | 20    |
| 2º   | David Villa       | Barcelona     | 18    |
| 2º   | Fernando Llorente | Athletic Club | 18    |
| 2º   | Roberto Soldado   | Valencia      | 18    |
| 3º   | Pedro Rodríguez   | Barcelona     | 13    |

### Trofeo Zamora

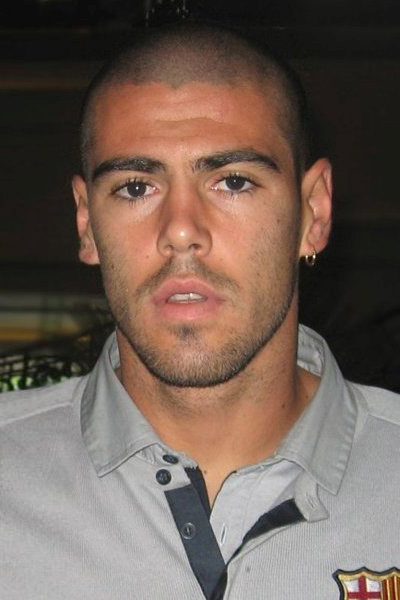
Víctor Valdés, del F. C. Barcelona, consigue su cuarto Trofeo Zamora.

El Trofeo Zamora es el título otorgado desde el año 1959 por el diario deportivo Marca al portero de fútbol menos goleado de la Primera División. Para optar al título hay que jugar por lo menos 28 partidos de liga y jugar al menos 60 minutos en cada uno de ellos.
| Portero          | Goles | Partidos | Promedio | Equipo        |
| ---------------- | ----- | -------- | -------- | ------------- |
| Víctor Valdés    | 16    | 32       | 0.5      | Barcelona     |
| Iker Casillas    | 32    | 34       | 0.94     | Real Madrid   |
| Daniel Aranzubia | 36    | 32       | 1.13     | Deportivo     |
| Diego López      | 44    | 38       | 1.16     | Villarreal    |
| Ricardo López    | 46    | 38       | 1.21     | Osasuna       |
| David de Gea     | 53    | 38       | 1.39     | Atlético      |
| Carlos Kameni    | 48    | 33       | 1.45     | RCD Espanyol  |
| Gorka Iraizoz    | 54    | 37       | 1.46     | Athletic Club |
| Toño Martínez    | 53    | 36       | 1.47     | Racing        |
| Dudu Aouate      | 54    | 35       | 1.54     | Mallorca      |

- Fuente: futbol.sportec
- Actualizado a: 21 de mayo de 2011

### Trofeo Miguel Muñoz

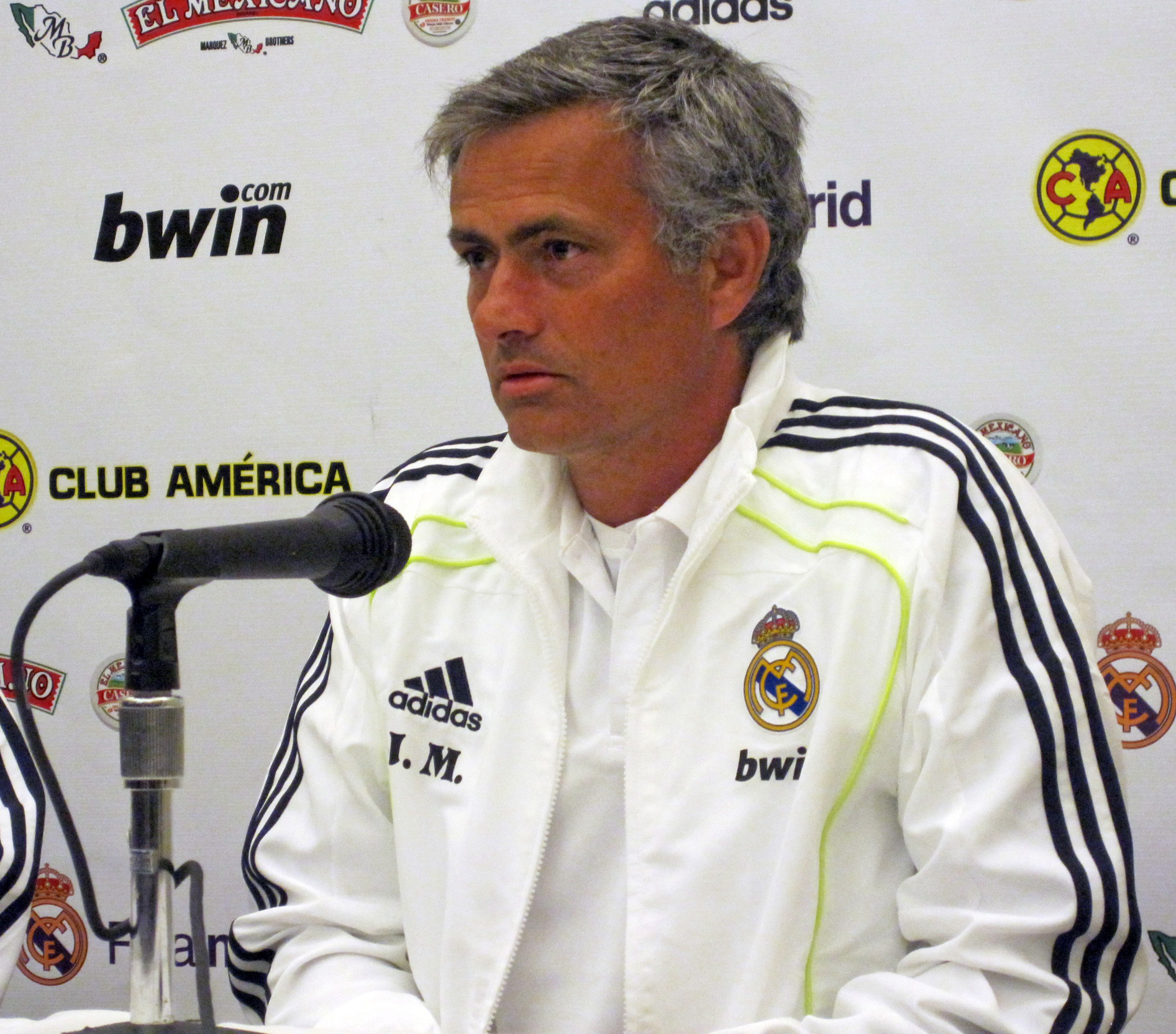
José Mourinho gana su primer Trofeo Miguel Muñoz debutando en Primera.

José Mourinho, técnico del Real Madrid CF, ganó el Trofeo Miguel Muñoz en su primera temporada en la Primera División Española, trofeo que entrega el diario deportivo Marca al mejor entrenador de Primera.
| Pos. | Entrenador          | Equipo        | Puntos |
| ---- | ------------------- | ------------- | ------ |
| 1º   | José Mourinho       | Real Madrid   | 72     |
| 2º   | Josep Guardiola     | Barcelona     | 66     |
| 3º   | Juan Carlos Garrido | Villarreal    | 63     |
| 4º   | Joaquín Caparrós    | Athletic Club | 62     |

### Trofeo Alfredo Di Stéfano
Por tercera vez, Lionel Messi ganó el Trofeo Alfredo Di Stéfano que otorga el diario Marca como mejor jugador de Primera.
| Pos. | Jugador           | Equipo      | Puntos |
| ---- | ----------------- | ----------- | ------ |
| 1º   | Lionel Messi      | Barcelona   | -      |
| 2º   | Cristiano Ronaldo | Real Madrid | -      |
| 3º   | Xavi Hernández    | Barcelona   | -      |

## Jugadores

### Mercado de traspasos

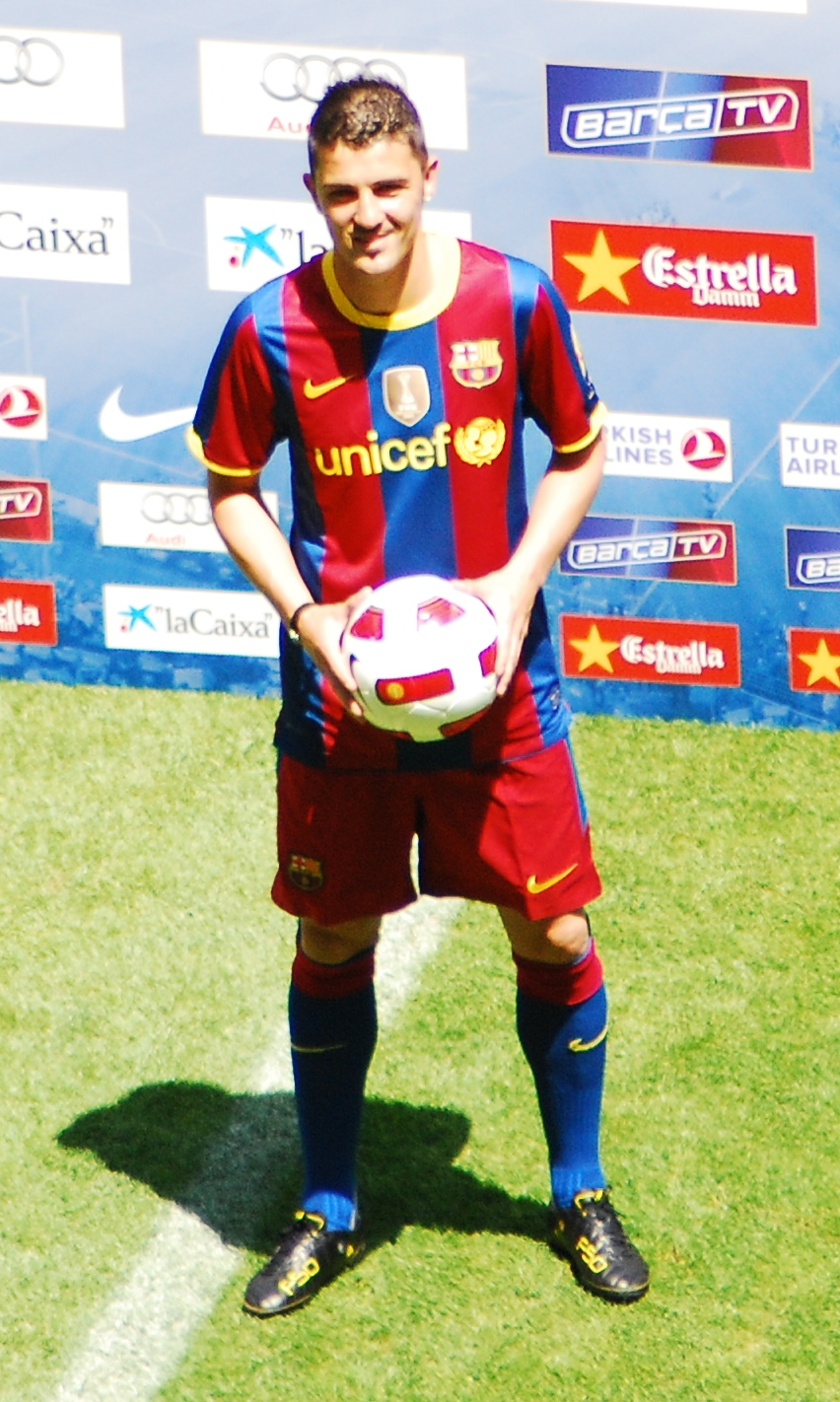
David Villa, jugador más caro de la temporada.

La crisis económica marcó el mercado de verano de la temporada 2010/11. Los clubes de Primera División se gastaron un total 262 millones de euros en fichajes, prácticamente la mitad de lo invertido la temporada anterior. De este modo, el campeonato español cayó al tercer puesto de las ligas europeas en cuanto a inversión en traspasos, por detrás de la Premier League inglesa (435 millones de euros) y la Serie A italiana (327 millones de euros).
Debido a la delicada situación económica de los clubes españoles, la mayoría optaron por reforzarse mediante cesiones (23%) y fichajes a coste cero (39%). El mayor dispendio en contrataciones volvió a realizarlo, un año más, el Real Madrid, con 78 millones de euros, seguido de cerca por el F. C. Barcelona, con 71,5 millones, de los que 40 fueron invertidos en David Villa, el traspaso más caro de la temporada en España. Por detrás de los dos "grandes" quedaron las inversiones realizadas por el Valencia CF (26,7 millones), el Atlético de Madrid (22,8 millones) y el Málaga CF (17,1 millones), que realizó la mayor inversión de su historia tras ser adquirido por el jeque catarí Abdullah ben Nasser Al Thani. En el apartado de ventas, el Valencia CF se situó como el club europeo que más beneficios obtuvo con el traspaso de futbolistas. Los valencianos, que vendieron a tres campeones del mundo -David Villa, David Silva y Carlos Marchena- ingresaron 84 millones gracias a los traspasos.
A diferencia de lo sucedido en el mercado de verano, en invierno se disparó la inversión respecto a la temporada anterior: 32 millones de euros en traspasos, cuatro veces más de lo gastado en 2010. La mayor parte de este desembolso fue realizado entre el Málaga CF y el Atlético de Madrid, con 11,5 y 11,3 millones de euros, respectivamente. Por segundo año consecutivo los colchoneros realizaron el fichaje más caro del mercado invernal, al pagar 7 millones por la contratación del brasileño Elias.

#### Fichajes más caros de la Primera División 2010/11
| Pos. | Jugador           | Club de destino | Club de origen | Precio (€) | Ref. |
| ---- | ----------------- | --------------- | -------------- | ---------- | ---- |
| 1.º  | David Villa       | Barcelona       | Valencia       | 40.000.000 |      |
| 2.º  | Ángel Di María    | Real Madrid     | Benfica        | 33.000.000 |      |
| 3º   | Javier Mascherano | Barcelona       | Liverpool      | 20.000.000 |      |
| 4º   | Mesut Özil        | Real Madrid     | Werder Bremen  | 18.000.000 |      |
| 5º   | Sami Khedira      | Real Madrid     | VfB Stuttgart  | 14.000.000 |      |

##### Fichajes más caros del mercado de invierno 2010/11
| Rank. | Jugador           | Club de destino    | Club de origen       | Precio (euros) |
| ----- | ----------------- | ------------------ | -------------------- | -------------- |
| 1º    | Elías Mendes      | Atlético de Madrid | Corinthians          | 7.000.000      |
| 2º    | Adil Rami         | Valencia           | Lille                | 6.000.000 (*)  |
| 3º    | Diego Buonanotte  | Málaga             | River Plate          | 4.500.000 (*)  |
| 4º    | Juanfran Torres   | Atlético de Madrid | Osasuna              | 4.250.000      |
| 5º    | Ibrahim Afellay   | Barcelona          | PSV Eindhoven        | 3.000.000      |
| 6º    | Jesús Martín Losa | Real Madrid        | Real Madrid Castilla | 9.000.000      |

 (*) Adil Rami y de Diego Buonanotte, traspasados del Lille y de River Plate, respectivamente, fueron cedidos por sus clubes dueños (Valencia y Málaga respectivamente) a sus anteriores clubes hasta el final de la temporada.